# Guédelon
Guédelon ou le château de Guédelon est un chantier de construction expérimental d'un château fort, débuté en 1997, selon les techniques et les matériaux utilisés au Moyen Âge.
Ce projet architectural situé à Treigny dans l'Yonne, dans une ancienne carrière désaffectée au centre d'une forêt et proche d'un étang, à une trentaine de kilomètres au sud-ouest d'Auxerre, vise à améliorer les connaissances en castellologie et en archéologie expérimentale. Tout en développant une réflexion du type « art et traditions populaires », il met en scène dans un déroulement réel la construction d'un programme monumental, ce qui le différencie des parcs à thème.
C'est le troisième monument de la région Bourgogne-Franche-Comté le plus visité (après les hospices de Beaune et après la Citadelle de Besançon)

## Historique

### Étude préalable

Plan de masse du château.

L'idée de construire un château fort à partir de rien germe depuis 1994 dans la tête de Michel Guyot, propriétaire et restaurateur du château de Saint-Fargeau, à la suite du succès rencontré par le spectacle historique de Saint-Fargeau qu'il a organisé pour financer la restauration. Dans ce but, il met en place un comité scientifique qui cautionne le projet (avec notamment Nicolas Faucherre et le castellologue Christian Corvisier qui ont travaillé à Saint-Fargeau) et fait appel à Maryline Martin qui devient la directrice générale du chantier médiéval,,. Le choix du terrain s'est arrêté sur le site de Guédelon en raison de sa position (sur une légère éminence idéale pour la surveillance) et en raison de ses ressources naturelles, comme il était d’usage durant l’époque médiévale car les transports de matériaux étaient lents et onéreux : il est situé directement dans une carrière de grès ferrugineux (ce qui permet une réduction des coûts et des délais de transport) et à proximité d'une forêt (où l'on récolte du bois de chauffe pour la chaux), d'une route, où l'on dispose d'arène gréseuse, de glaise et d'eau.
En 1997, les plans du château sont réalisés par l'architecte en chef des monuments historiques Jacques Moulin. Le château est de type philippien, et intègre le logis du seigneur. Six tours circulaires maçonnées (quatre aux angles et deux qui forment le châtelet d'entrée) sont reliées entre elles par des courtines aveugles couronnées d'un chemin de ronde qui parcourra les 150 m de périmètre du château. Le projet voit sa première pierre posée le 20 juin 1997 et est prévu pour durer 25 années, au travers de  l'Association des Compagnons Bâtisseurs de Puisaye créée à cet effet.

### Association et société
L'association lève plus de quatre millions de francs grâce au soutien de l'Union européenne, de la région Bourgogne, de la Caisse des Dépôts et Consignations, d'Électricité de France, et d'un particulier suisse. Trente-cinq personnes ont été embauchées dont des maçons, des charpentiers professionnels et des personnes non qualifiées, en plus d'une centaine de bénévoles ponctuels. Par la suite, une société à actions simplifiée est créée, actions détenues principalement par Michel Guyot et Maryline Martin, et remplaçant l'association, société qui ne reçoit pas de subventions. Le chantier est visitable de mars à novembre. La première année du chantier, celui-ci avait accueilli 80 000 visiteurs.

### Évolution du chantier

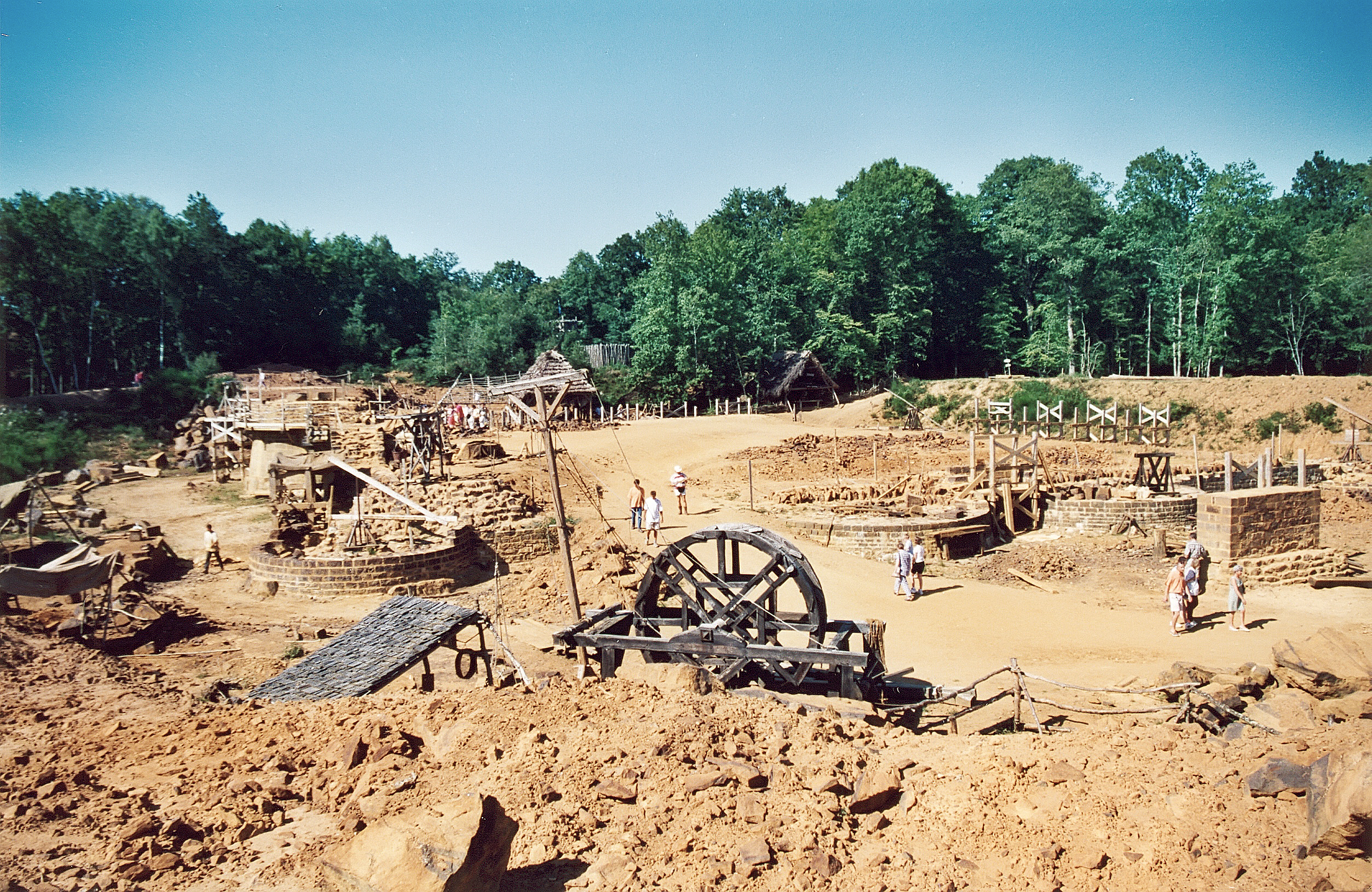
Le chantier en 2000. Au premier-plan, une cage d'écureuil.

Guédelon a démarré comme un chantier médiéval sur une conception dont la plupart des difficultés ne sont examinées qu’au fur et à mesure qu’elles se présentent. Le projet initial n’a résolu ni la totalité des plans et des masses, ni la chronologie d’enchaînement des travaux. On a d’abord paré à l'immédiat : la fabrication des mortiers, la taille et l’approvisionnement de la pierre (essentiellement du grès ferrugineux extrait de la carrière au pied du château, et du calcaire pour les œuvres d'art). Trente-mille tonnes de grès sont nécessaires pour la construction du château.
En 1997, le chantier est installé en forêt où débute le défrichement d'une clairière de 10 hectares par les essarteurs. Ils sont relayés par les terrassiers qui rendent le terrain parfaitement plat et les maçons qui établissent les fondations. En 1998, une grange d'entrée destinée à l’accueil des visiteurs, des loges de toile et de bois destinées aux travaux du village et aux artisans sont rapidement construites et la construction des soubassements du château débute. Le chantier ouvre au public le 1er mai 1998. Un an plus tard, la cour est remblayée et les premiers murs s'élèvent à un mètre cinquante de haut ; la tour de la chapelle et la courtine ouest prennent peu à peu forme.
En 2001, le périmètre bâti monte à trois mètres. Tandis que la construction du pont dormant se termine, celles de l'escalier à vis de la tour de la chapelle (mise en place de douze marches) et de l'escalier rampant de la tour maîtresse se poursuivent. La citerne d’approvisionnement en eau du château est achevée en 2001 et le puits coiffé de sa margelle.
Le pont a été achevé en août 2002, constitué de 57 troncs de chêne et de 670 clous forgés à la main. La tour de la chapelle comporte désormais une voûte à croisée d'ogives et 12 marches de plus sur son escalier à vis. C'est aussi le début de l'édification de la poterne.
L'année 2003 est marquée par la construction du logis seigneurial de 13,8 m de longueur et la mise en charge de la voûte de la tour maîtresse. Deux cages d'écureuil sont construites. Démontables pour pouvoir être remontées en différents points du château, elles ont un simple tambour dans lequel un homme peut soulever à lui seul une charge de 150 kg à plus de 4 m de hauteur.
Les deux années suivantes voient l'aménagement du rez-de-chaussée de la tour maîtresse : le sol est dallé, on construit la porte, l’assommoir, des archères. La construction de l'escalier rampant se poursuit, et on démarre enfin l'édification de la tuilerie qui se termine en 2006.

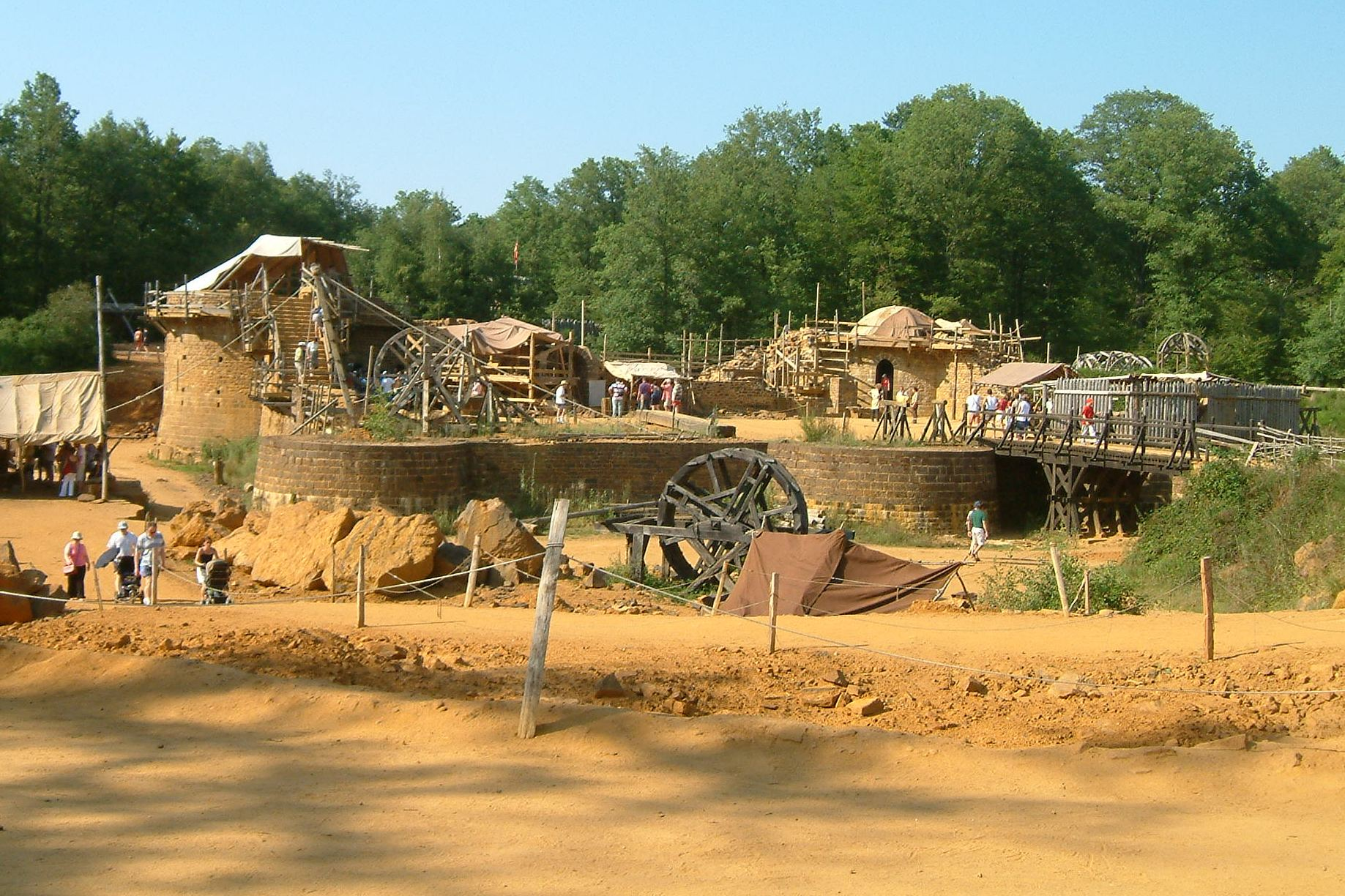
Le chantier en 2005.
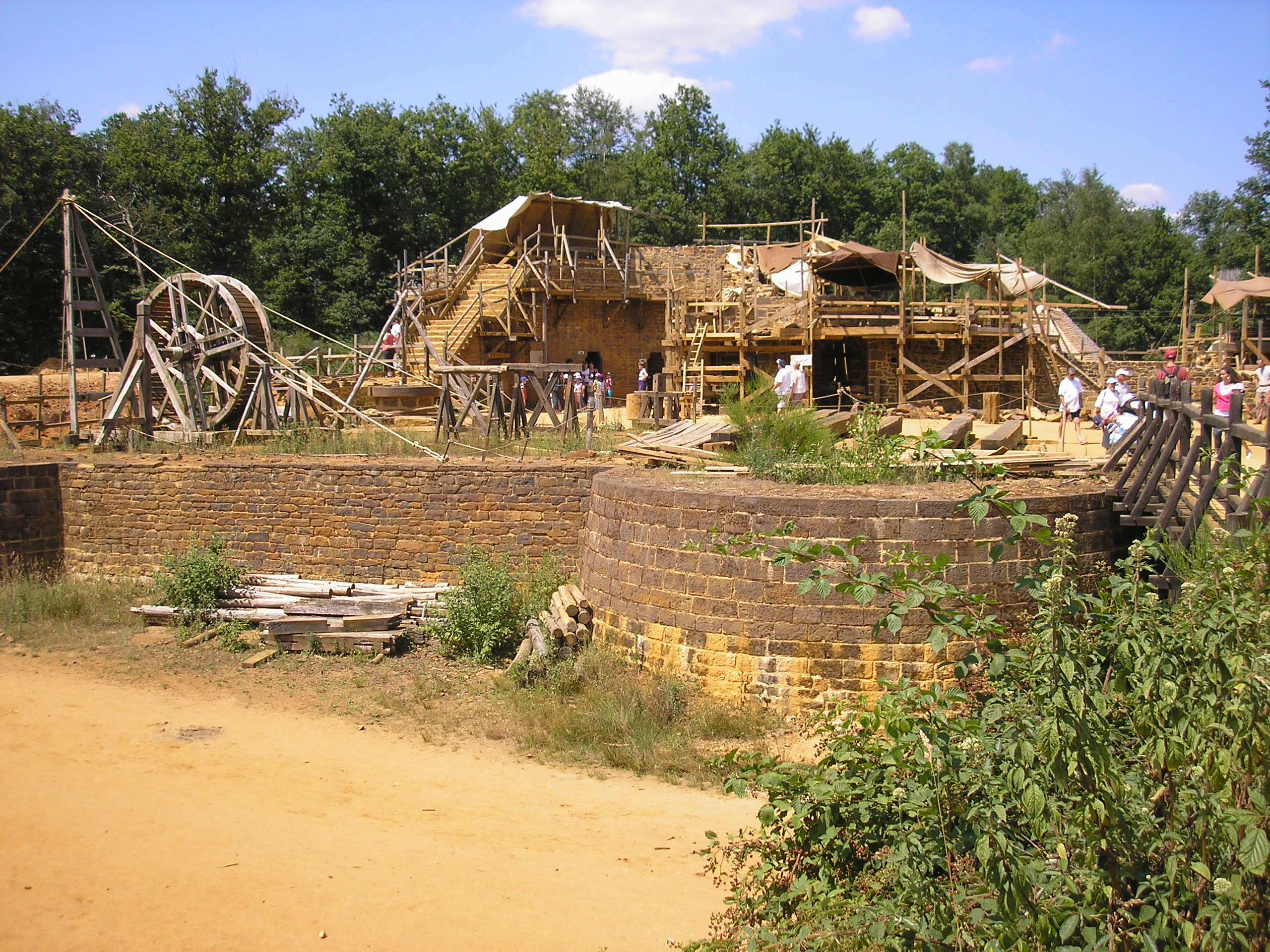
Le chantier en juillet 2006.
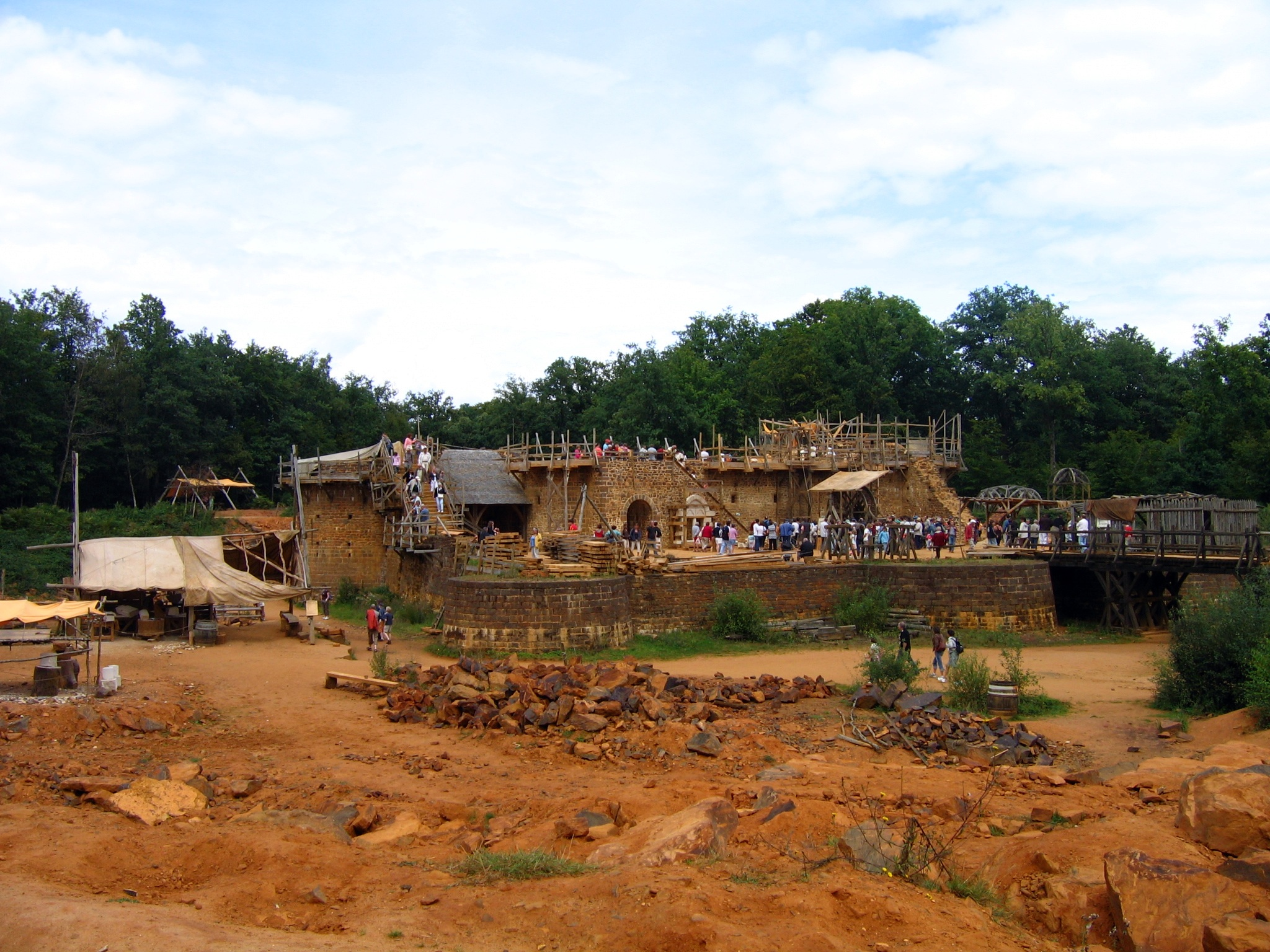
Le chantier en août 2007.
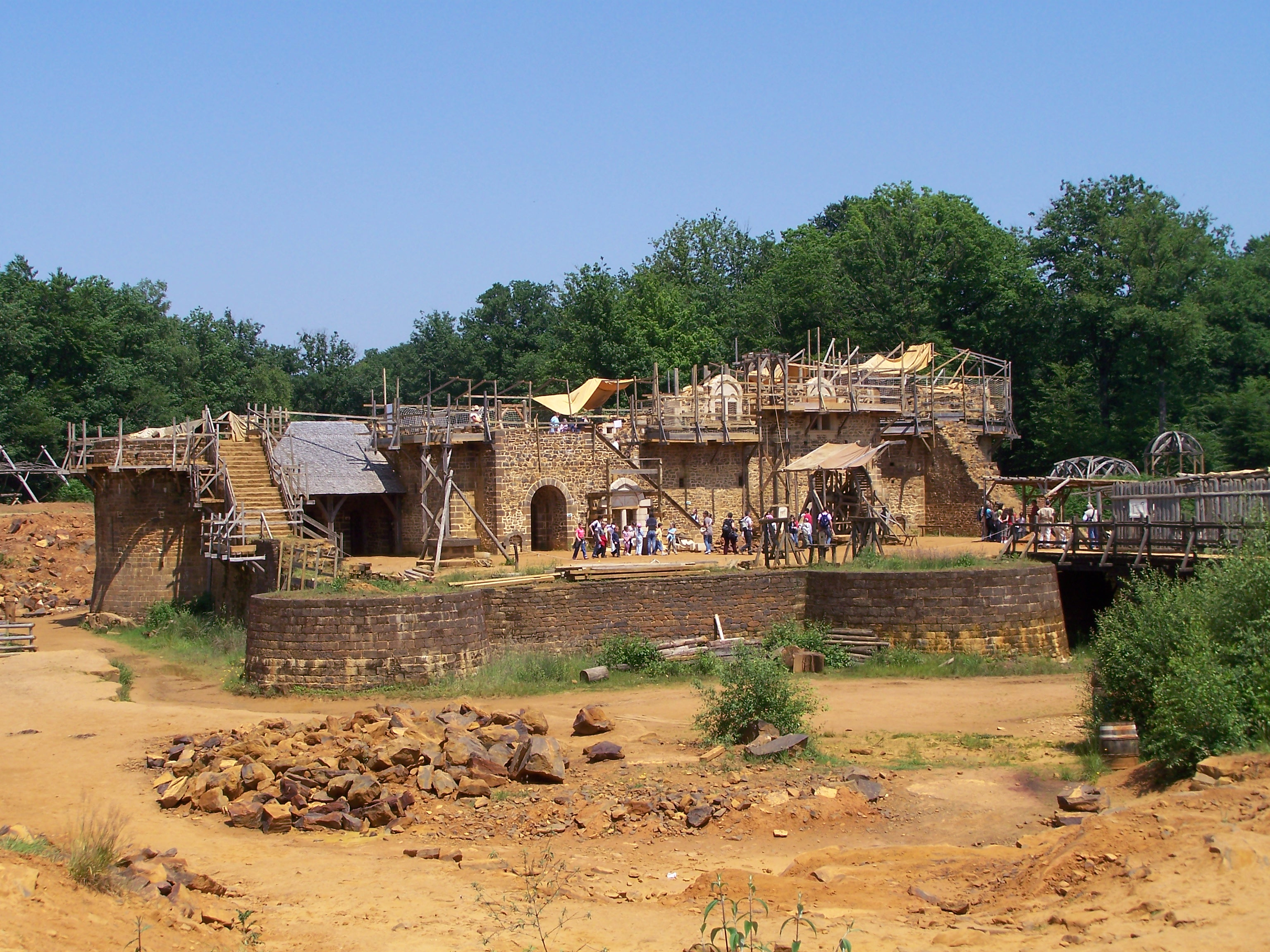
Le chantier en juin 2008.

Le logis seigneurial reçoit sa charpente en 2010. Pendant la saison 2011, la couverture du toit formée de 28 000 tuiles est achevée, la courtine reçoit une cage d'écureuil pour monter les matériaux sur la tour maîtresse. À la différence des deux cages précédentes, celle-ci est pivotante sur presque 180° et à double tambour, deux hommes pouvant désormais monter 400 à 500 kg de mortier ou 600 kg de pierres en une seule montée.
Au printemps 2014, un moulin à eau est construit près du château avec l'aide de l'Inrap, après une collaboration de deux ans. D'une longueur de cinq mètres, d'une hauteur de 5,60 mètres et d'une largeur de 2,50 mètres, il possède  une roue à aubes de 2,40 mètres qui actionne  une meule d'environ un mètre de diamètre et d’environ 250 kg. Mis en eau au printemps, ce moulin est inauguré et présenté au public le 21 mai 2014. Il est inspiré de deux moulins découverts à Thervay dans le Jura après une fouille préventive lors du chantier de la ligne LGV Rhin-Rhône, l'un d'eux datait d'une période comprise entre les VIIIe et Xe siècles, tandis que l’autre datait d'entre les XIe et XIIe siècles,.

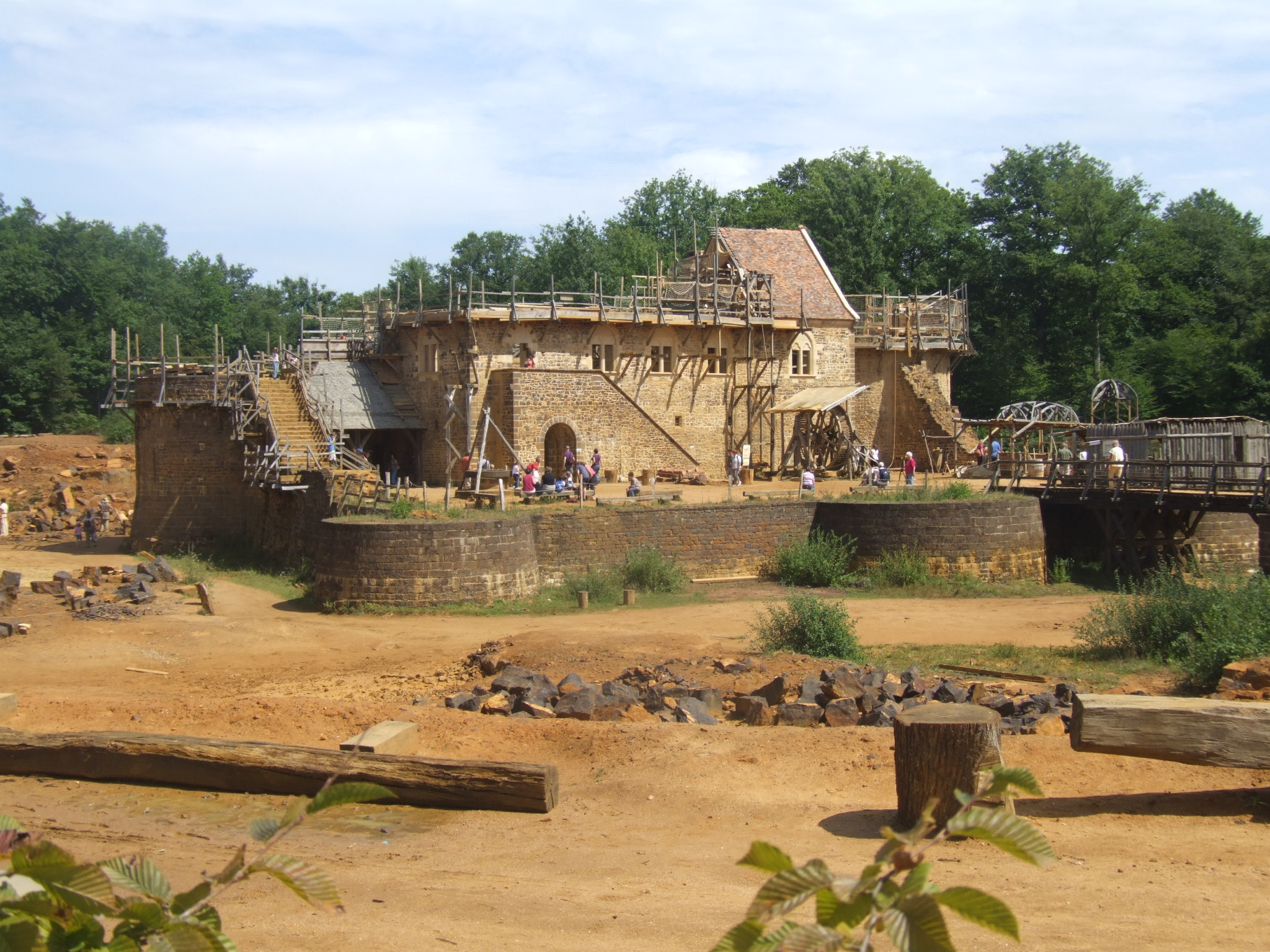
Le chantier en juillet 2009.
Le chantier en juillet 2011.
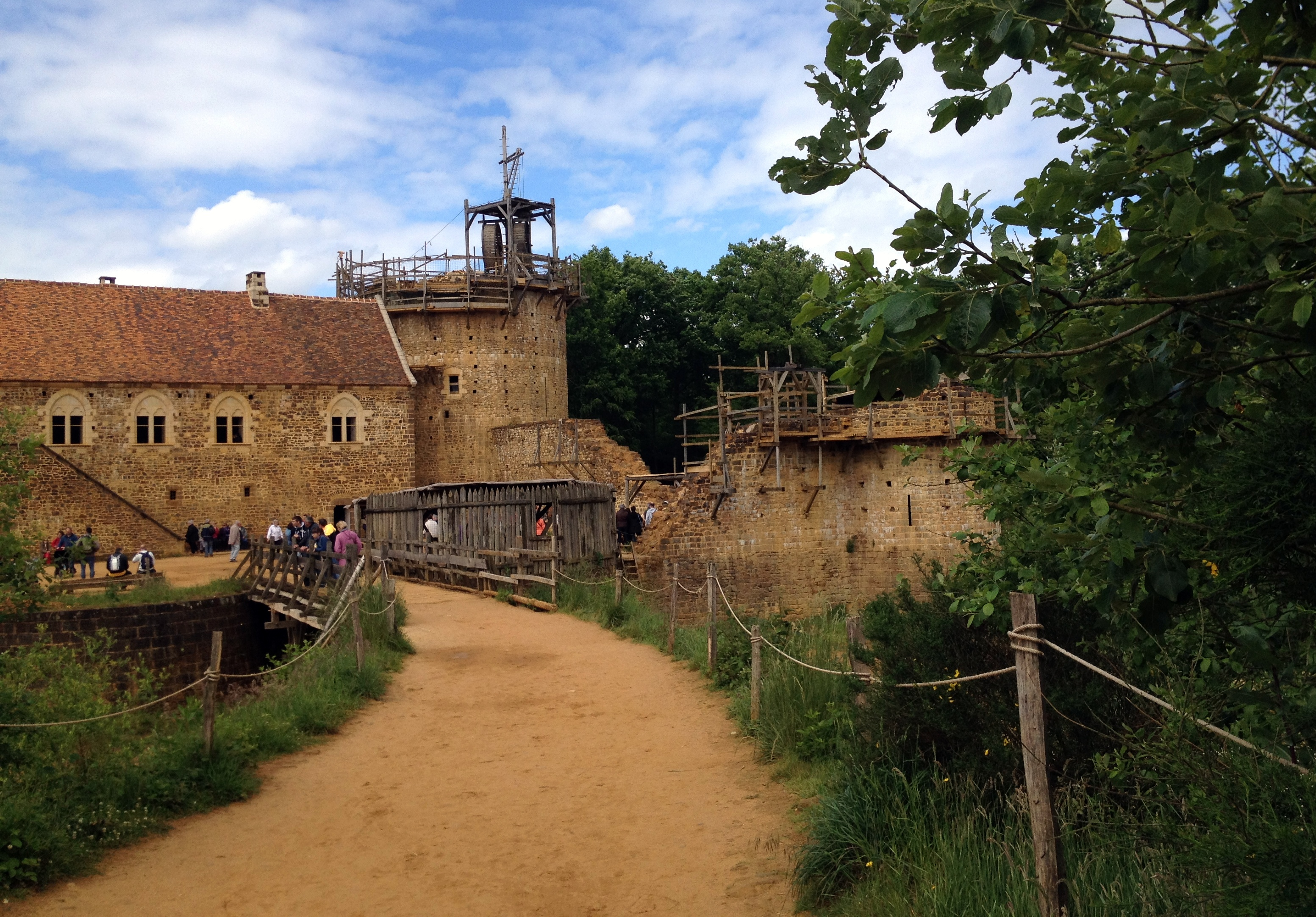
Le chantier en mai 2014.

### Depuis 2015
À terme, les courtines de 9 m de hauteur et 2,50 mètres d’épaisseur, entourées de fossés secs, formeront un périmètre de 150 m et dessineront un plan polygonal, la façade sud faisant 52,50 mètres, la façade nord 49,50 mètres, la façade ouest 50,10 mètres et la façade est 47,10 mètres. 
Les tours de flanquement feront 15 m de hauteur, celle du logis 23,10 mètres et le donjon 28,50 mètres.

Évolution du chantier depuis 2015
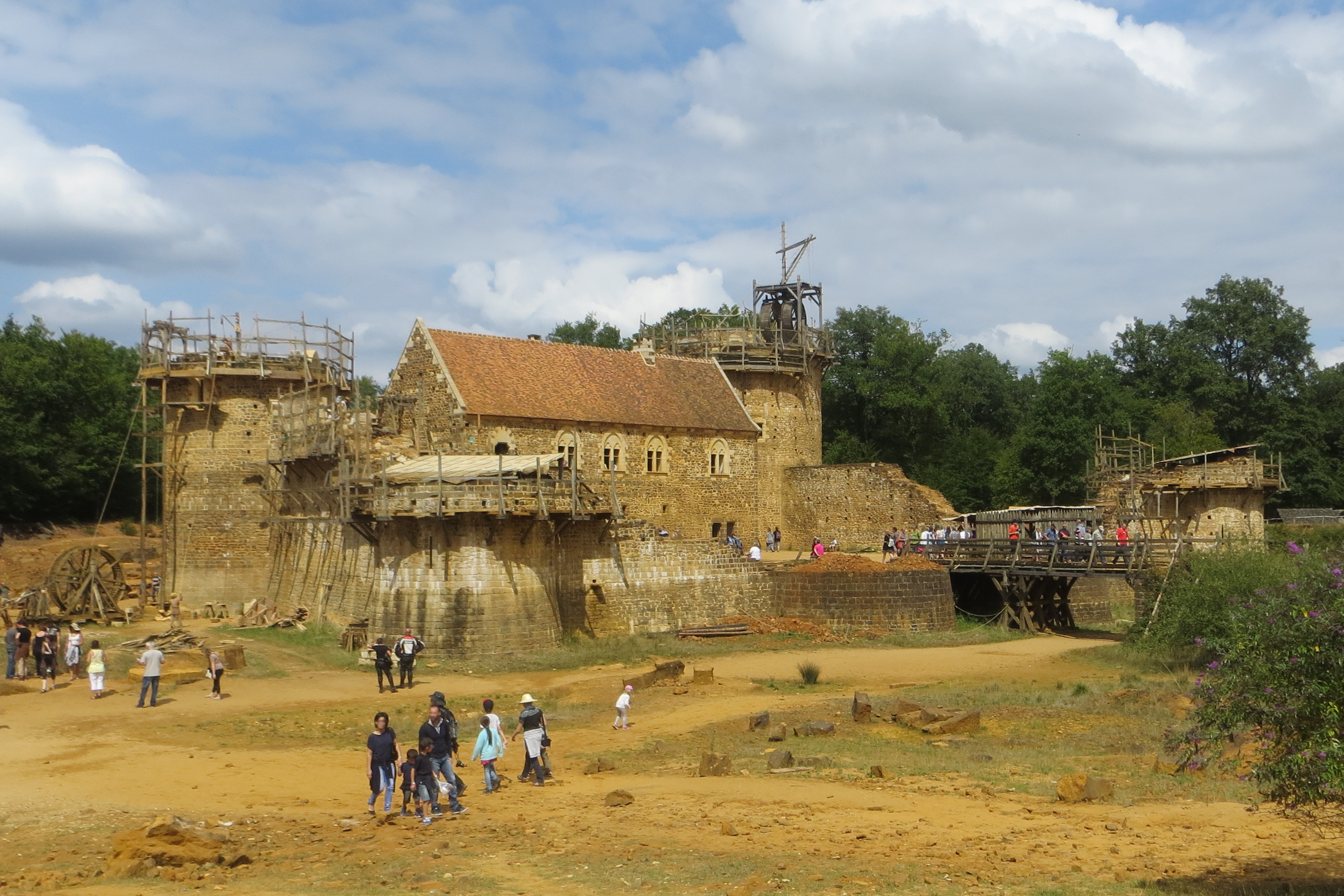
Le chantier en août 2015.
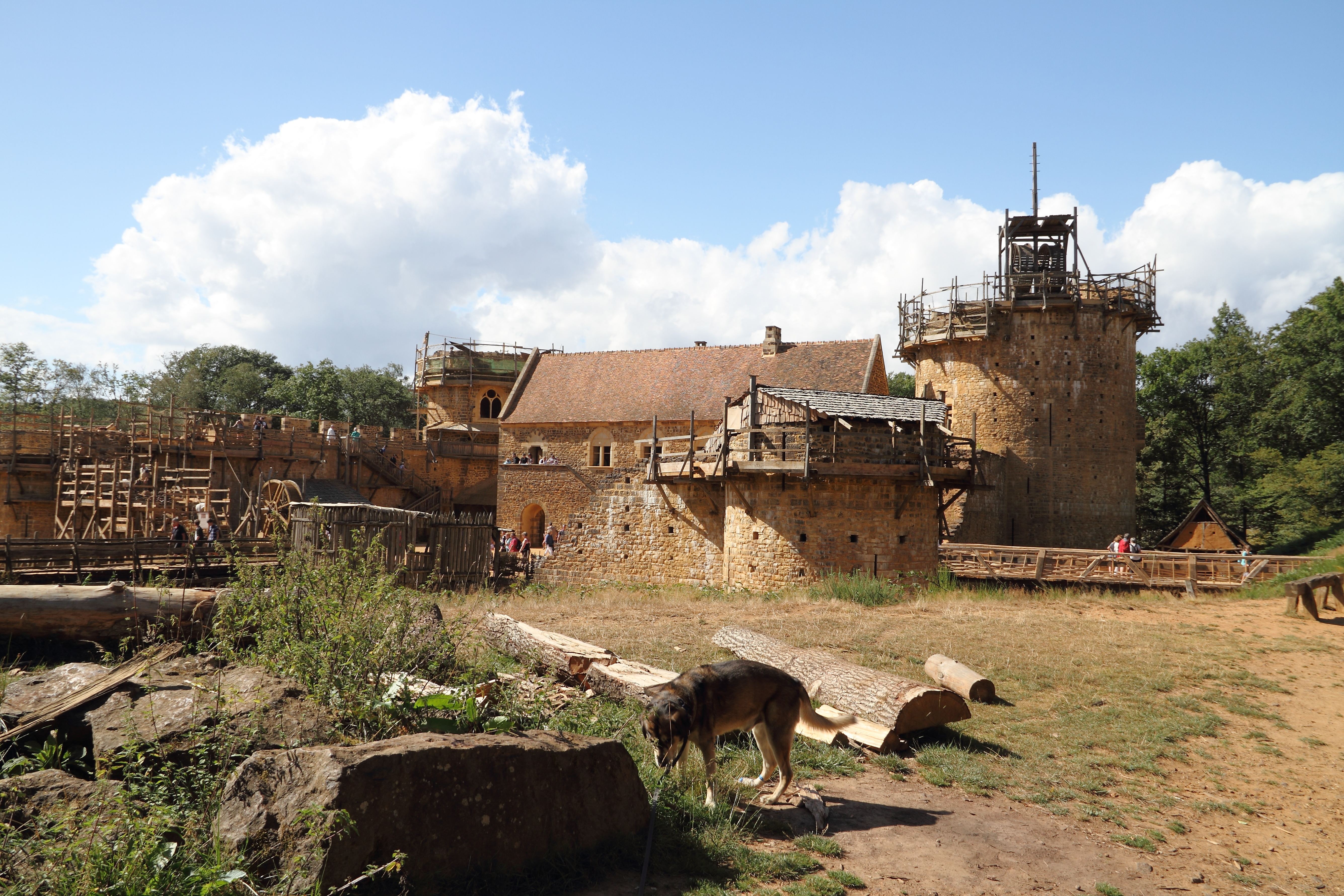
Le chantier en août 2016.
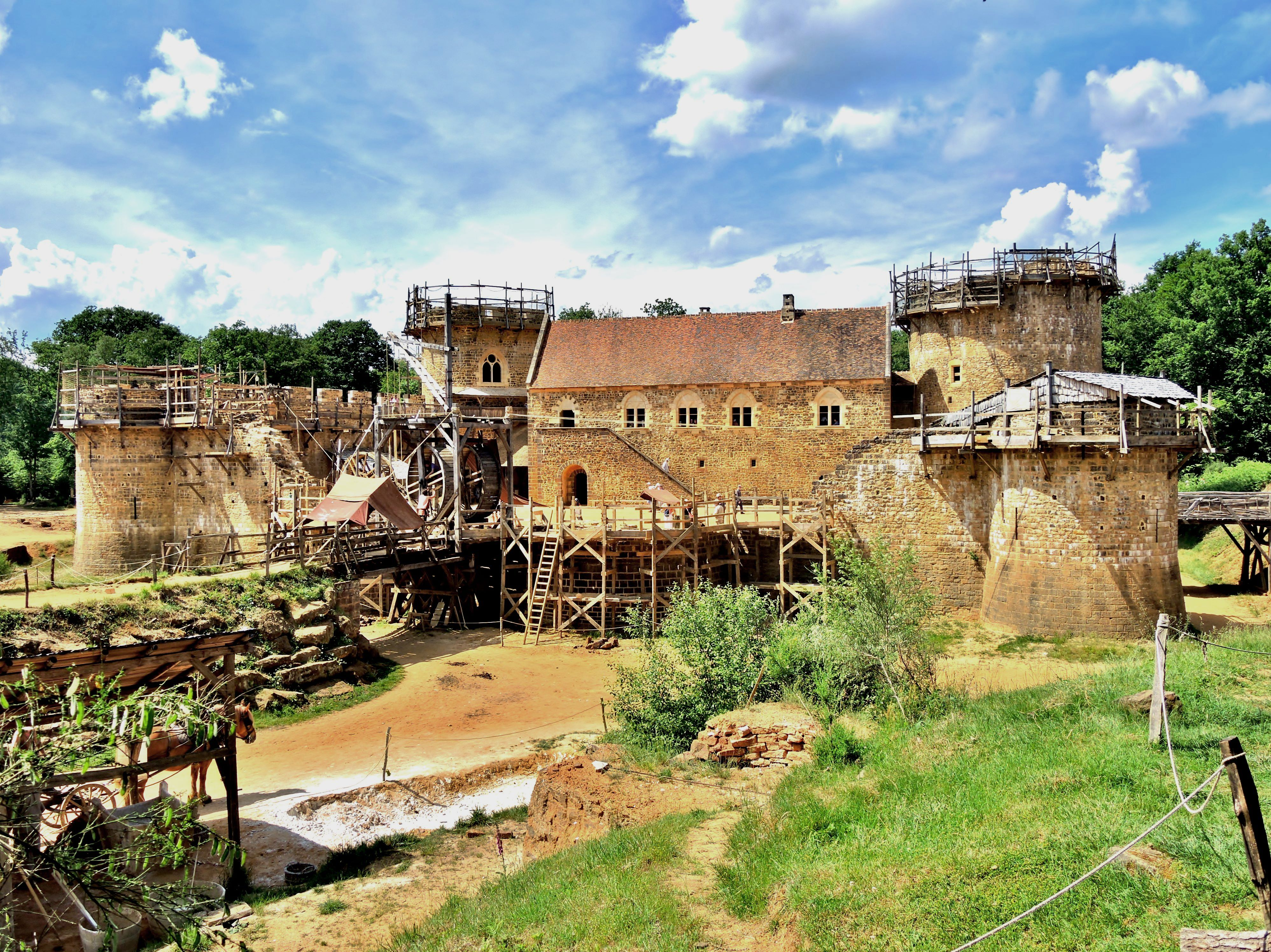
Le chantier en août 2017.
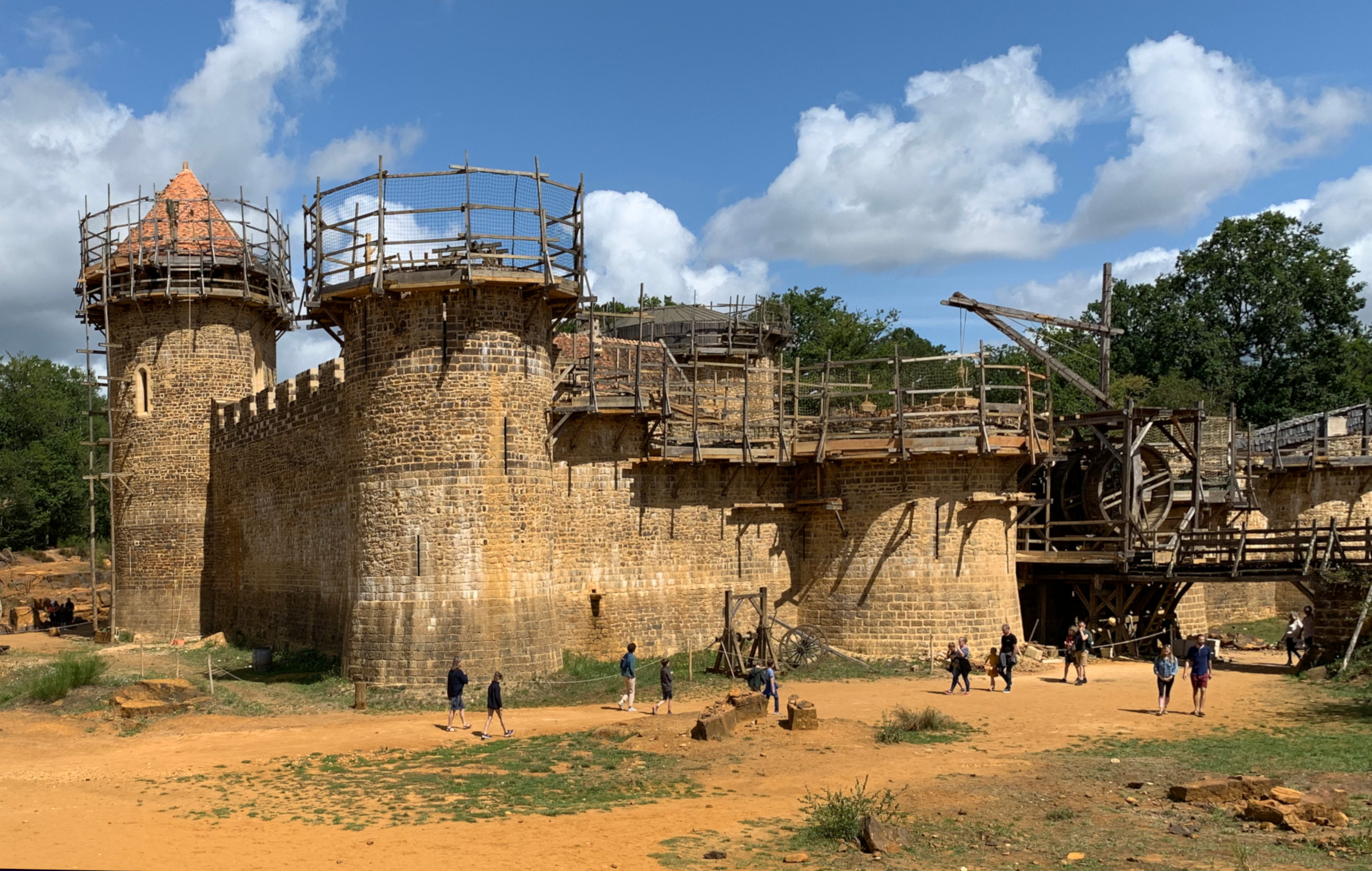
Le chantier en août 2019.
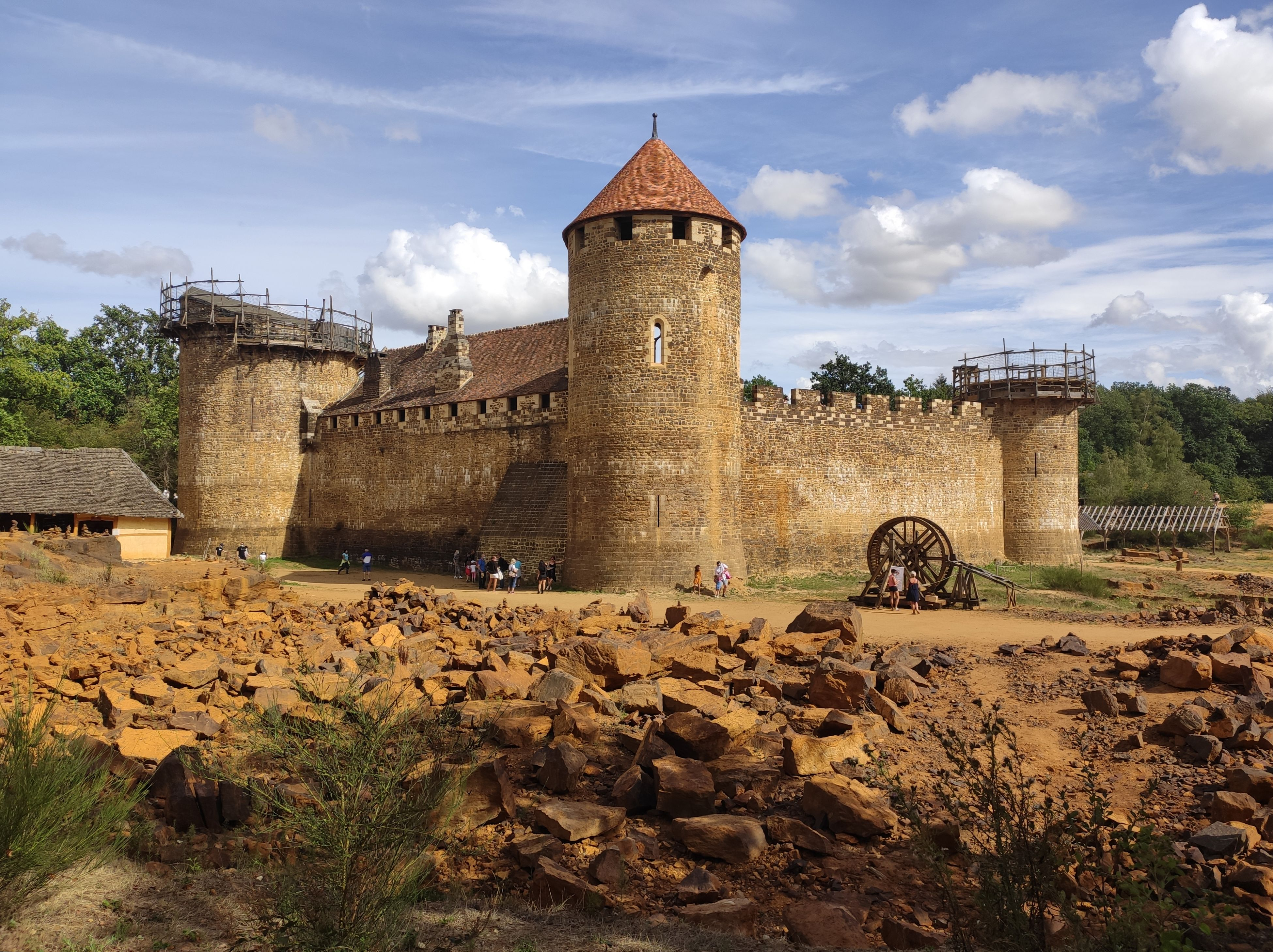
Le chantier en août 2020.
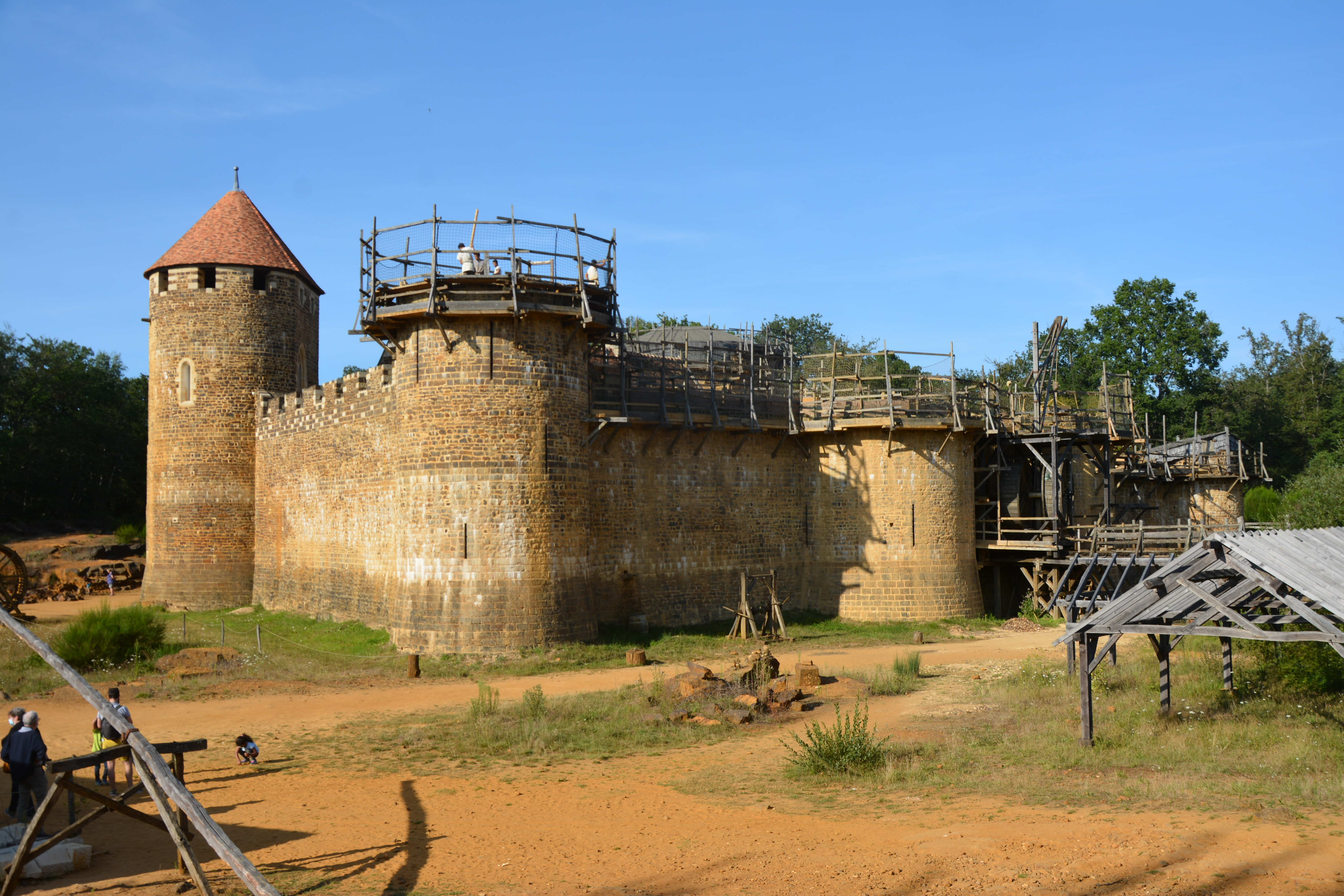
Le chantier en août 2021.
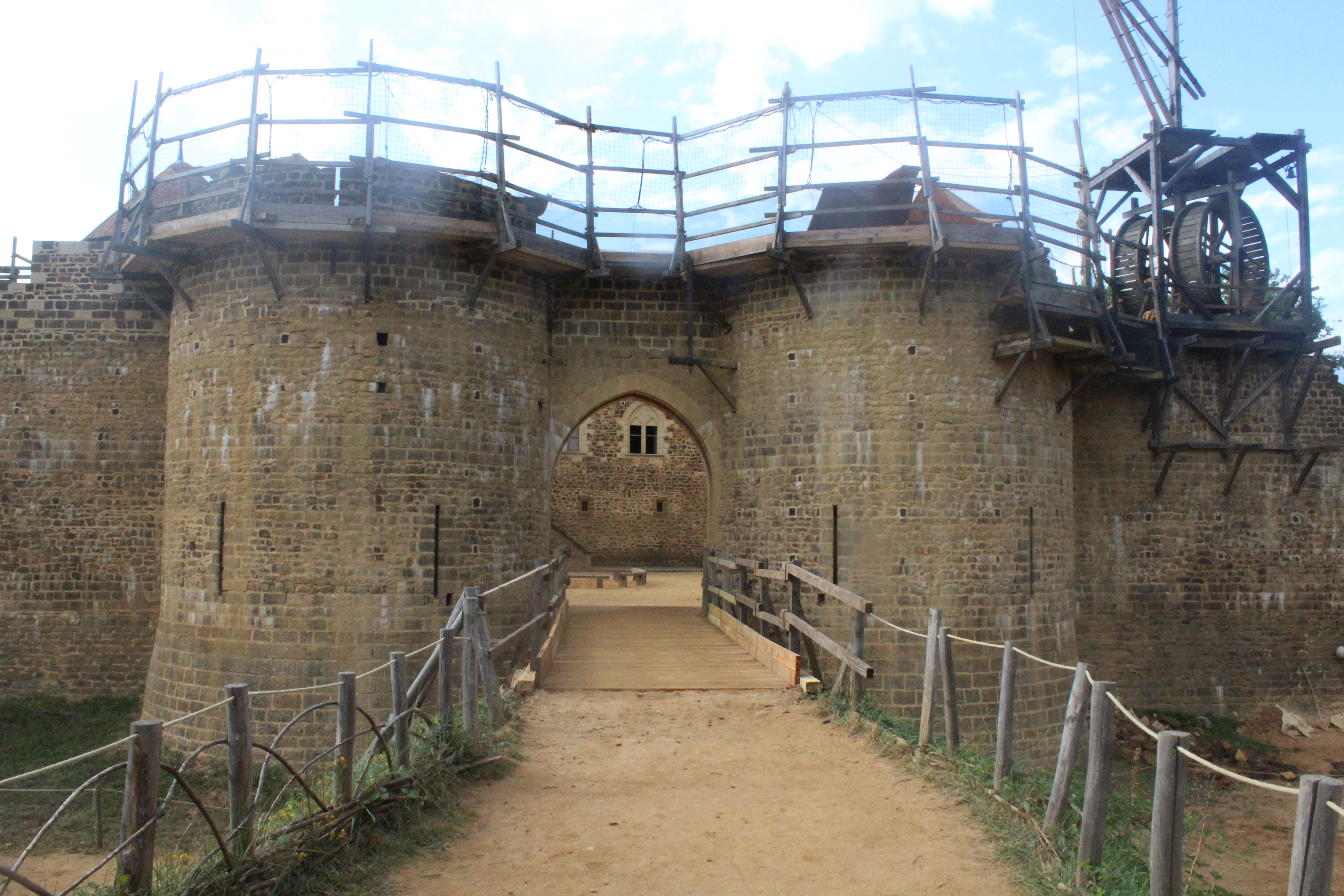
Tours de flanquement juillet 2023

## L’histoire imaginée du seigneur de Guédelon
L’équipe chargée de la construction du château de Guédelon s’est appuyée sur une histoire concrète, créée à partir de récits médiévaux (pour ne faire aucun anachronisme). Elle a créé un seigneur, Guilbert Courtenay, qui aurait demandé la construction d’un « château-résidence », c’est-à-dire un château de petite taille. En effet, il est un petit seigneur, qui ne possède pas les fonds et les moyens nécessaires pour demander la création d’un très grand château, comme celui du Louvre de Paris. Ce seigneur chevalier de Puisaye serait né en 1199 et serait le vassal de Jean de Toucy. Il aurait épousé l’une de ses nièces, ce qui le fit entrer dans la lignée de ce dernier, un lignage important et illustre de Toucy. Ce sera donc grâce à ce mariage qu’il pourra avoir des terres supplémentaires, desquelles il aura des revenus en plus, qui lui serviront à cette construction.
Finalement, l’équipe, qui a suivi les directives d’historiens en collaboration avec Michel Guyot, va achever le récit : le souverain de France aurait donné au seigneur de Guédelon l’autorisation de « bastir chatel ».

## Objectif

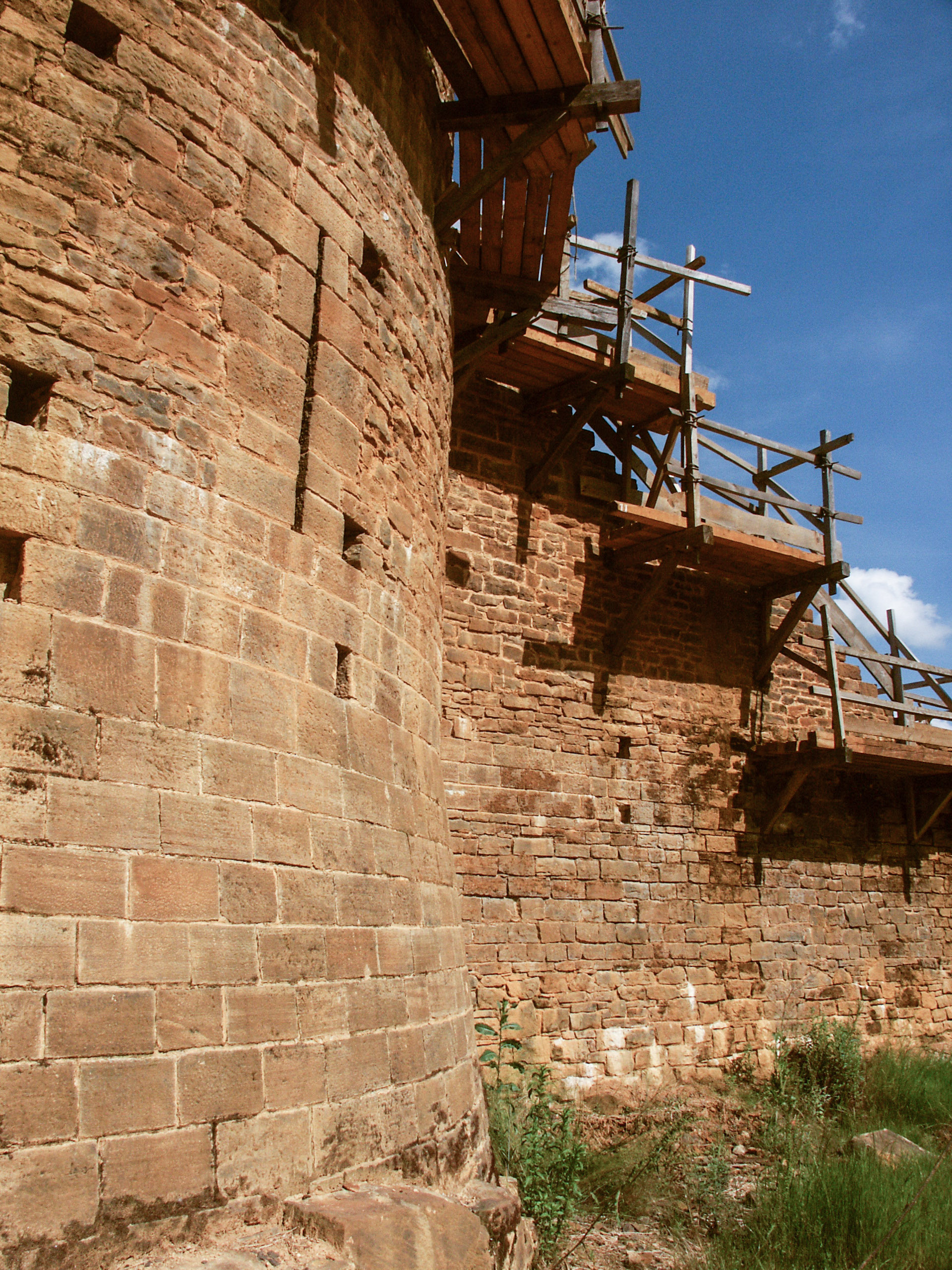
Le château de Guédelon en juin 2005 : la pierre de taille est utilisée en moyen appareil pour les escarpes des tours et les chaînages verticaux.

La méthode de construction est celle des châteaux de l'époque médiévale construits au XIIIe siècle (plus exactement entre la fin du XIIe siècle jusqu'au début XIVe siècle, en cohérence avec le type d'architecture philippienne), en partant d'un site vierge et en utilisant uniquement des techniques de l'époque telles qu'elles étaient connues en Puisaye dans l'Yonne.
Le projet de Guédelon est notamment de permettre à l'archéologie expérimentale médiévale l'analyse complète d'un chantier de construction sur le long terme et ainsi d'aller au-delà d'une expérience ponctuelle sur des objets ou des opérations isolées. Dans ce souci du détail, l'utilisation de produits industrialisés est réduite au strict nécessaire, notamment pour des questions de sécurité. De même l'usage des radios, de canettes, des montres est prohibé sur le chantier, tandis que les fumeurs doivent faire preuve de discrétion.
Le chantier a pris pour parti de faire du château la propriété fictive d'un seigneur de bas rang dénommé Guilbert Courtenay, ou Guilbert de Guédelon, avec une date de démarrage fictive du chantier en 1228. Ce parti pris vise à rendre réaliste historiquement la taille du château en justifiant l'absence de pont-levis, de douves, de prison, d’oubliettes mais la présence d'un donjon, d'une chapelle, d'une chambre seigneuriale et d'un moulin hydraulique.
La définition d’une époque, le milieu du XIIIe siècle, et la mise en scène d’une stratégie de déroulement ont donné au chantier sa vraie dimension. Déjà en cela, parce que la part d’improvisation provoque d’inévitables « remords de constructeur », l’entreprise est représentative du cheminement médiéval. Le maître d’ouvrage et le maître d’œuvre savent qu’à chaque étape vont surgir des problèmes inédits. Non seulement cela n’a rien d’étonnant, mais c’est l’intérêt d’un tel ouvrage. Et le mérite est d’être à l’affût, de guetter comme une promesse, chaque complication ou contrariété, parce qu’elle fait partie de la raison d’être du chantier de Guédelon.
Guédelon n’est pas au premier chef un lieu pour faire des démonstrations d’outils et d’habileté artisanale. Bien sûr, il est aussi cela, et bien plus encore puisqu’il se veut un instrument éducatif, un lieu pour faire réfléchir autant qu’intéresser à des professions. Mais en fin de compte, il ne s’agit pas tant de construire un château fort que d’expérimenter, de redécouvrir, de vérifier et de trouver des réponses au parcours d’obstacles d’une telle tentative.

## Les métiers

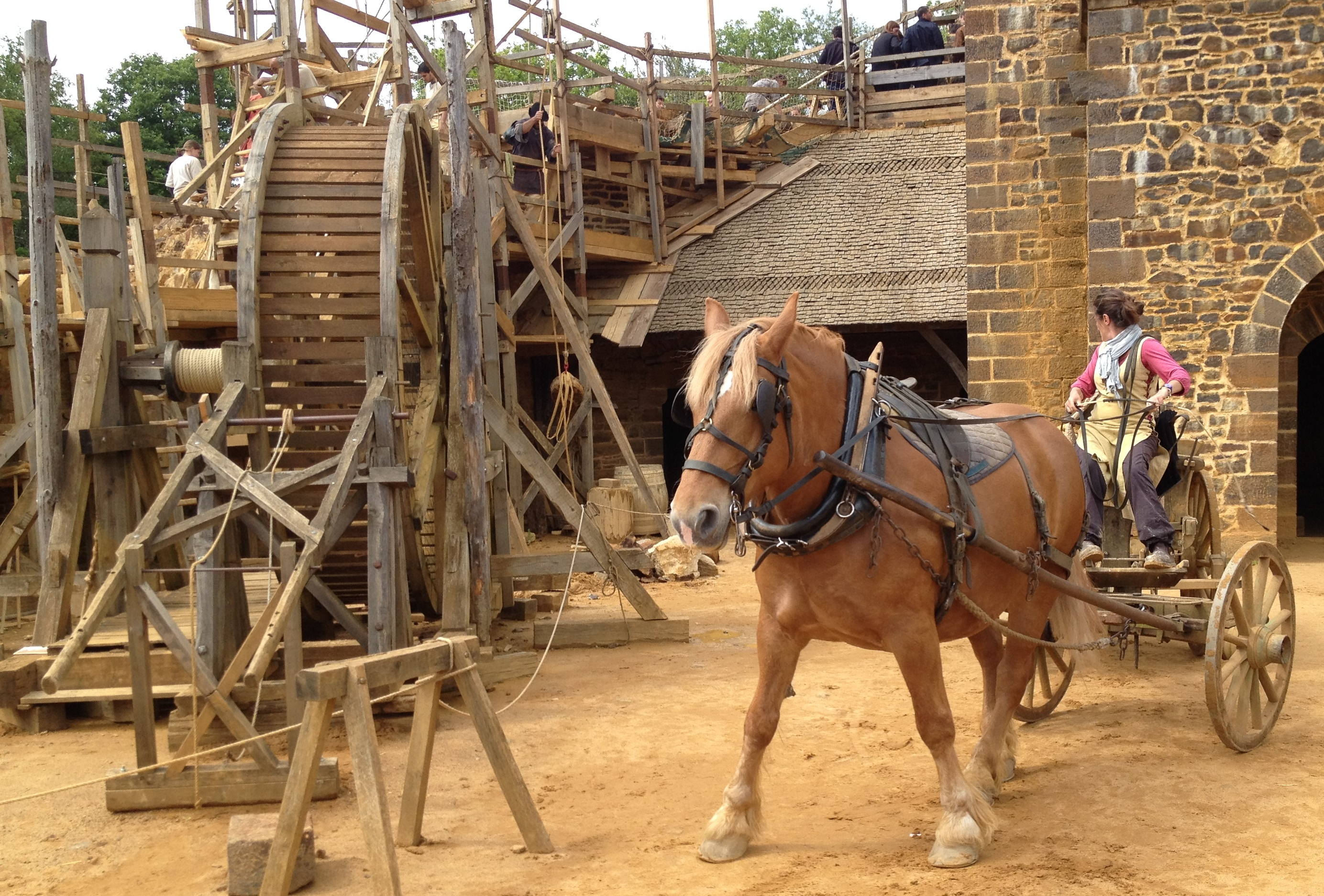
Le charretier et sa jument percheronne attelée au trinqueballe.

Le chantier regroupe plusieurs corps de métiers d'« œuvriers » (terme médiéval générique pour désigner les ouvriers) qui travaillent entre trente-huit et quarante-huit heures par semaine, de mars à novembre.

### La pierre
Les carriers procèdent à l'extraction de blocs de pierre dans la carrière du site. Le bruit des outils sur la roche les renseigne sur la dureté de la pierre et sur son emploi : les roches les plus dures servent de base aux tours, celles de résistance moyenne sont destinées au tailleur, les plus friables et sableuses sont utilisées pour consolider les tours de l'intérieur. À l'aide de ciseaux, ils percent des trous appelés « emboîtures » espacés de 25 cm le long d'une ligne de coupe et dans lesquels ils placent des coins en acier. En frappant ces coins à l'aide d'une masse, la pierre est fendue en blocs pouvant ensuite être travaillés par les tailleurs.

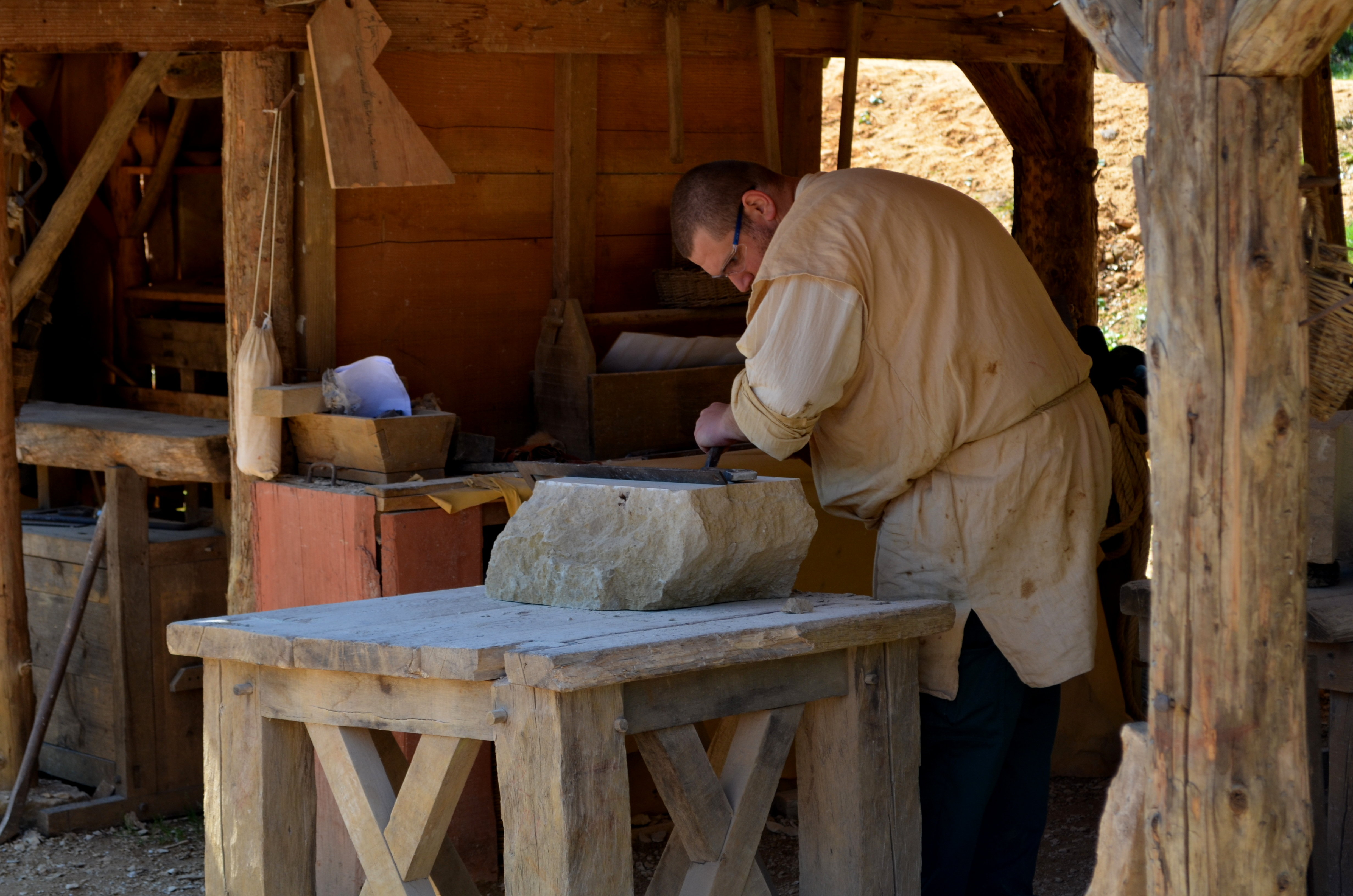
Le tailleur de pierre en biaude, large blouse de travail en grosse toile descendant à mi-cuisse, nouée à la taille par une ceinture.

Les tailleurs de pierre créent d'abord des « épures » (tracés géométriques dessinés à l'échelle 1 sur un plancher) pour ensuite créer des gabarits. Ces derniers sont alors utilisés à l'atelier de taille afin de façonner des pierres utilisées pour la construction du château. Une fois sa pierre terminée, chaque tailleur la grave de marques lapidaires (marque de tâcheron, marque de pose et abreuvoir). Pour une pierre simple (un cube comme pierre de parement de tour par exemple), le tailleur peut en façonner 3 par jour. Pour des pierres sculptées entrant dans des œuvres d'art, il peut mettre plusieurs jours voire plusieurs semaines.
Les maçons assemblent les pierres grâce à du mortier fabriqué à partir de mélanges de chaux aérienne, de terre et de sable, provenant du travail des chaufourniers puis des gâcheurs.

### Le bois

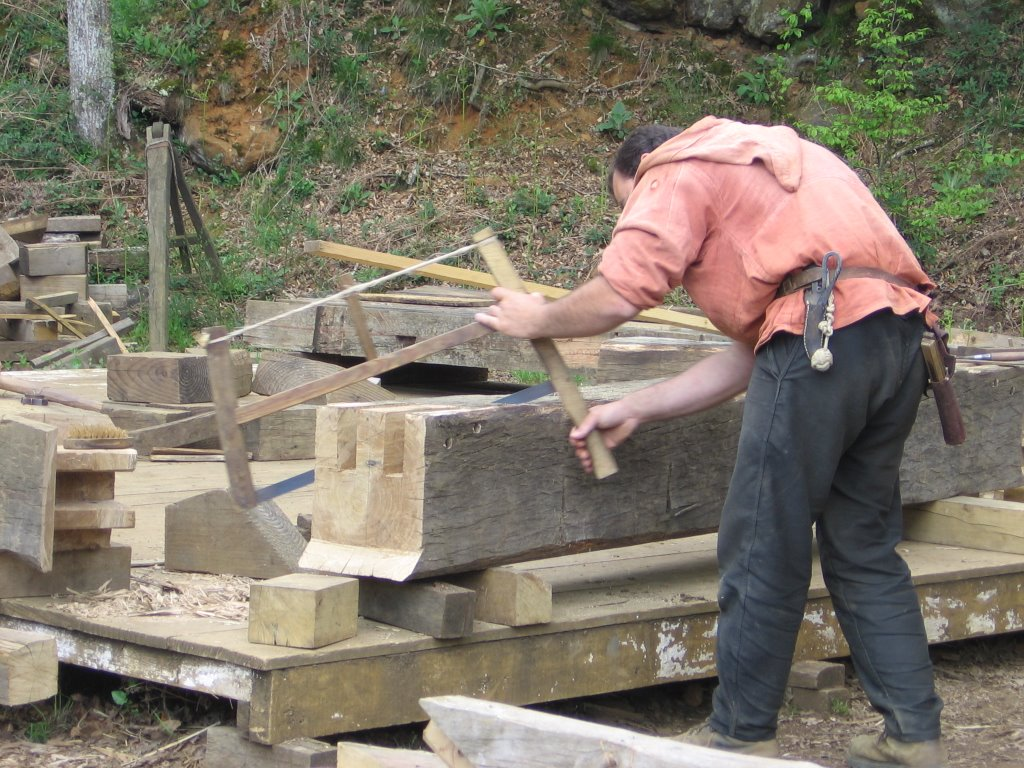
Le charpentier.

Les bûcherons abattent des arbres (principalement du chêne) utilisés pour la confection de charrettes, de tuiles en bois (des tavaillons) ou plus généralement la couverture des bâtiments.
Les charpentiers sont chargés des réalisations en bois du chantier : échafaudages, coffrages pour le soutien des voûtes, portes et pont-dormant. Ils sont également chargés de la fabrication des manches d'outils et d'engins : charrettes, cages à écureuils, treuils à tambour.

### Le métal

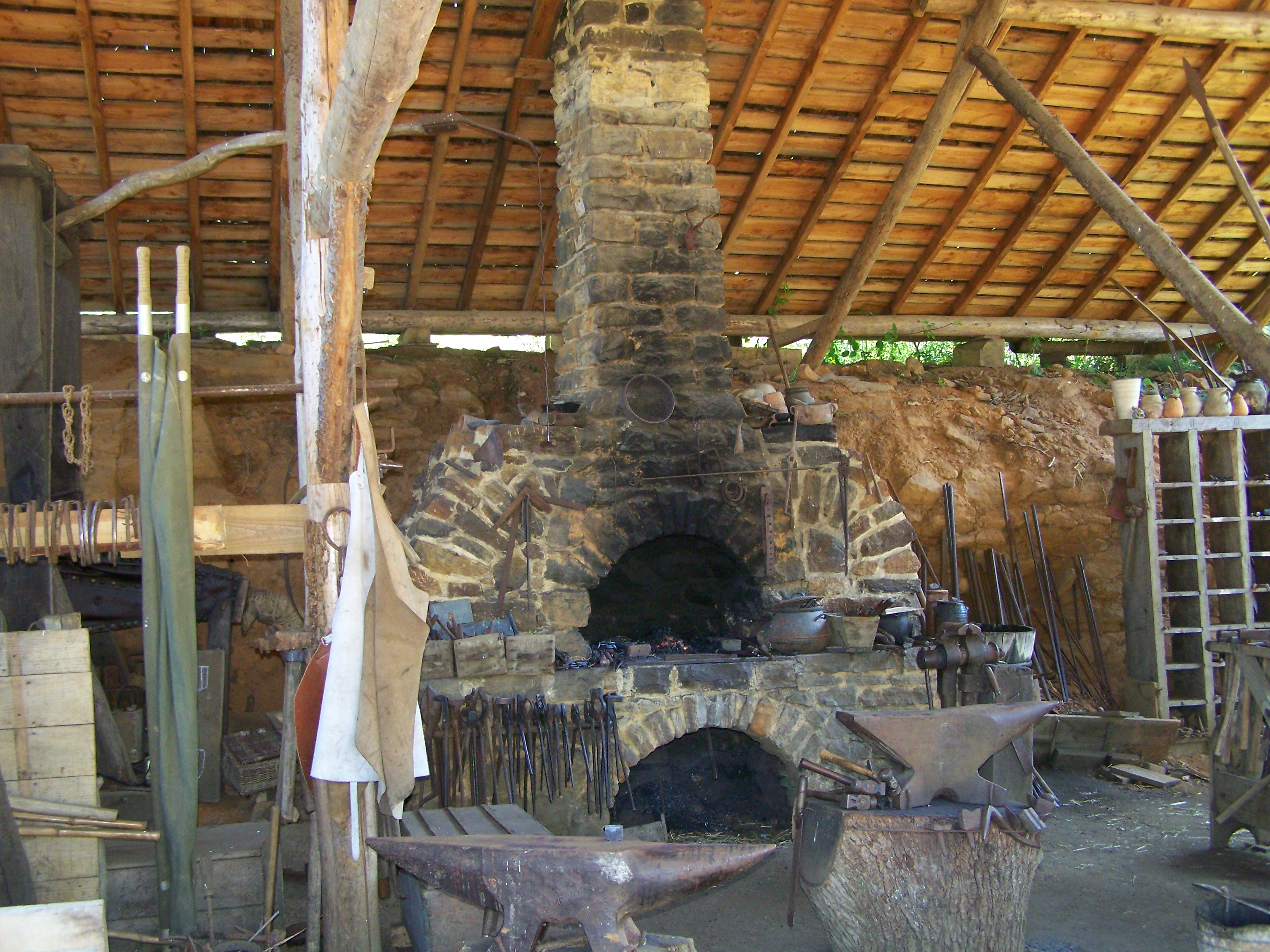
La forge.

Les forgerons exercent les fonctions de taillandier (font les clous utilisés pour le pont-dormant et la toiture du château, fabriquent et réparent les outils, notamment ceux des tailleurs de pierre), de maréchal-ferrant (ferrage des animaux et soin), de serrurier (gonds et pentures de portes), de ferronnier (grille de l'oculus dans la tour de la chapelle) et de coutelier (armes blanches, couteaux).

### Autres matériaux
Les tuiliers utilisent l'argile extraite de la forêt pour réaliser les tuiles et les carreaux du château.
Le vannier utilise de l'osier pour fabriquer des mannes, gros paniers en osier à 2 ou 4 poignées qui peuvent supporter jusqu'à 30 kg et servent notamment au transport de mortier ou de petits matériaux (sable, terre, petites pierres). La chaux contenue dans le mortier corrode l'osier, d'où le recours fréquent au mannelier, faiseur de mannes. Le vannier réalise également des caisses à outils, des vantaux de volets, des hottes, des ruches ou tresse des nattes de chaume qui amortissent les chocs durant la taille et le transport.
Le cordier utilise du chanvre, un rouet et un carré mobile pour tresser des cordages plus ou moins longs et plus ou moins gros, selon leurs utilisations.

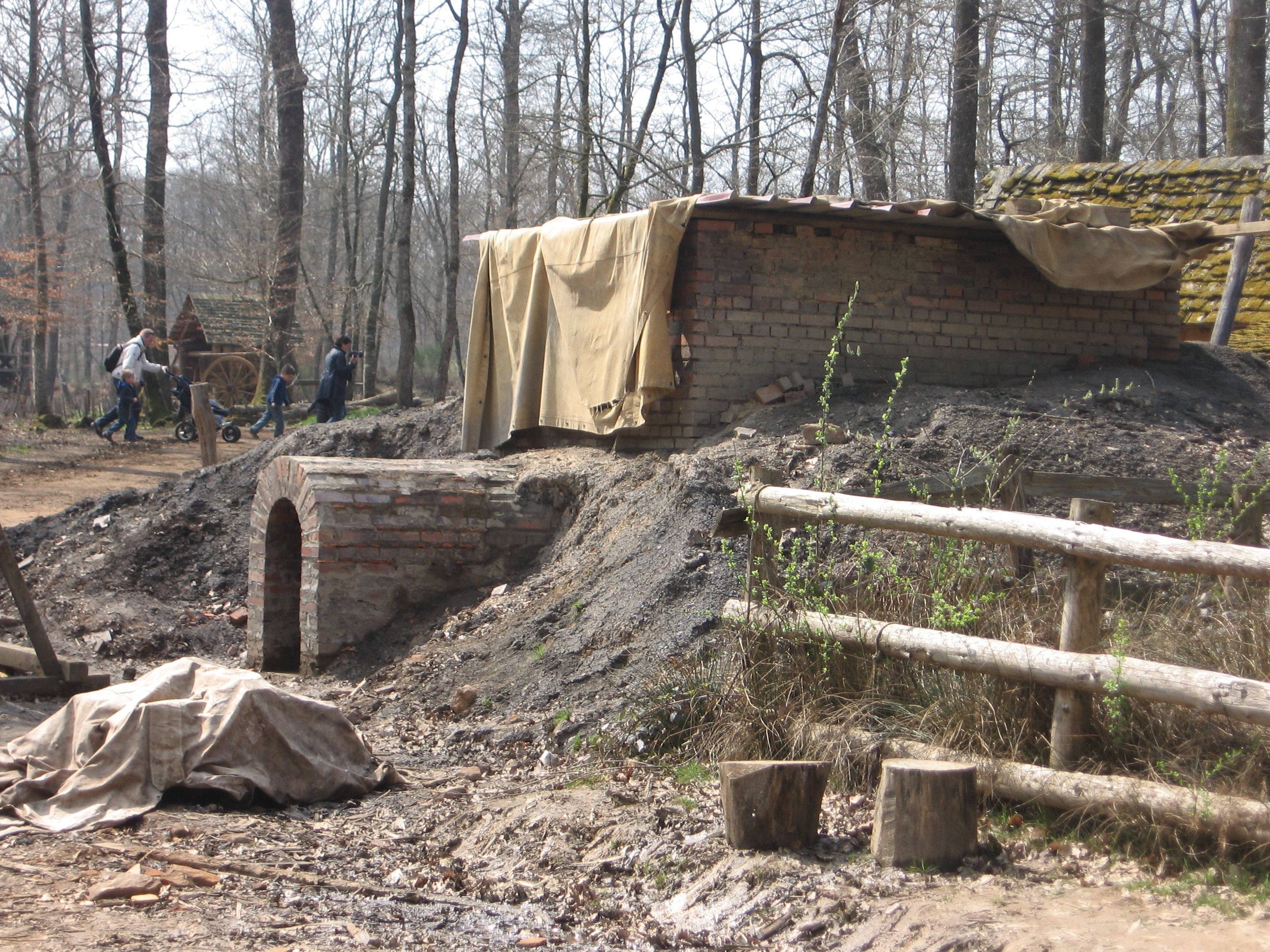
Four du potier.
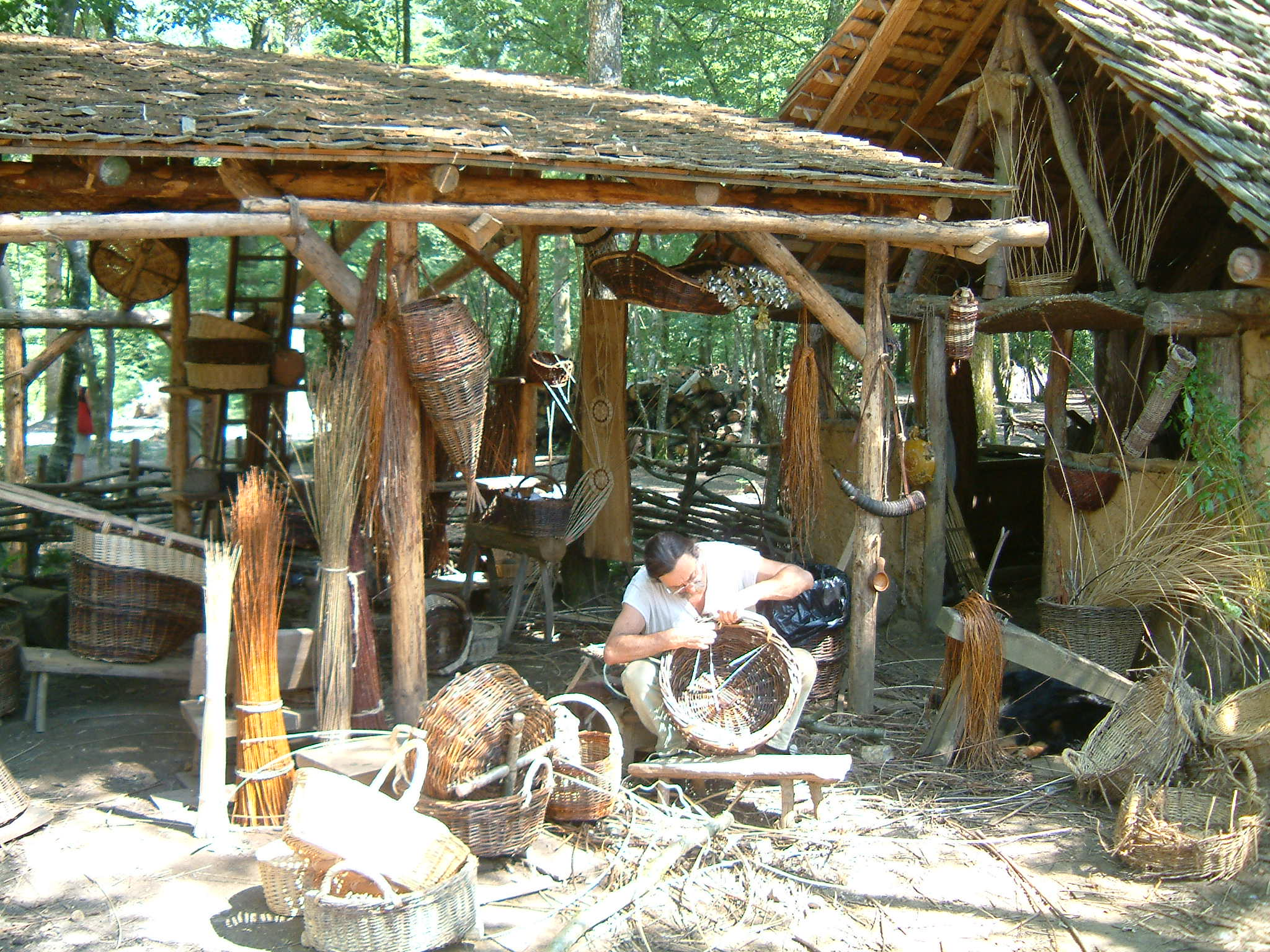
Le vannier dans sa loge.
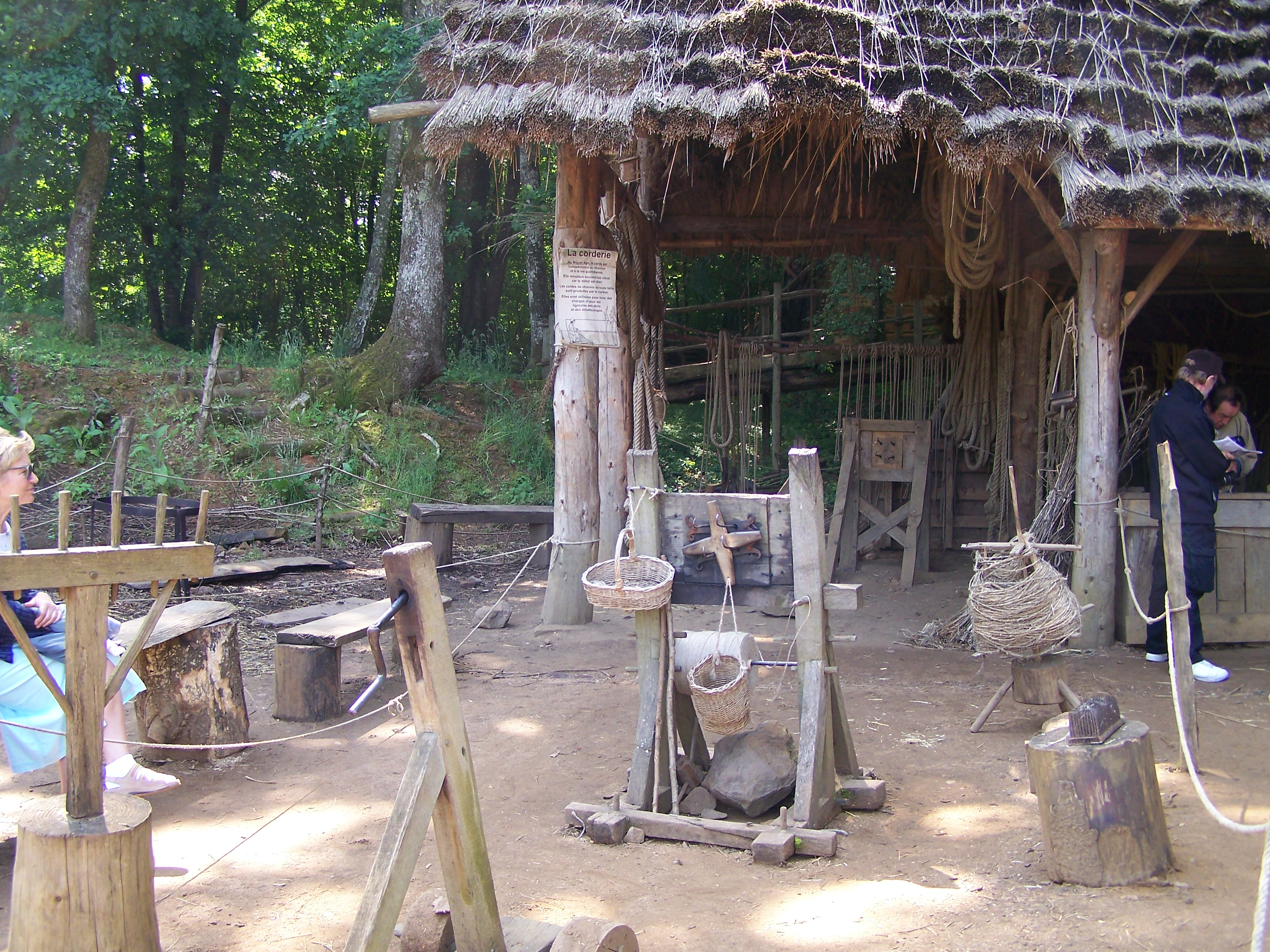
Atelier de corderie avec le carré et le rouet.

Pour reporter les mesures, les « œuvriers » de Guédelon, supervisés par un maître d'œuvre, utilisent tout comme leurs ancêtres la « pige » (bâton gradué), la corde à treize nœuds, le compas et l'équerre.

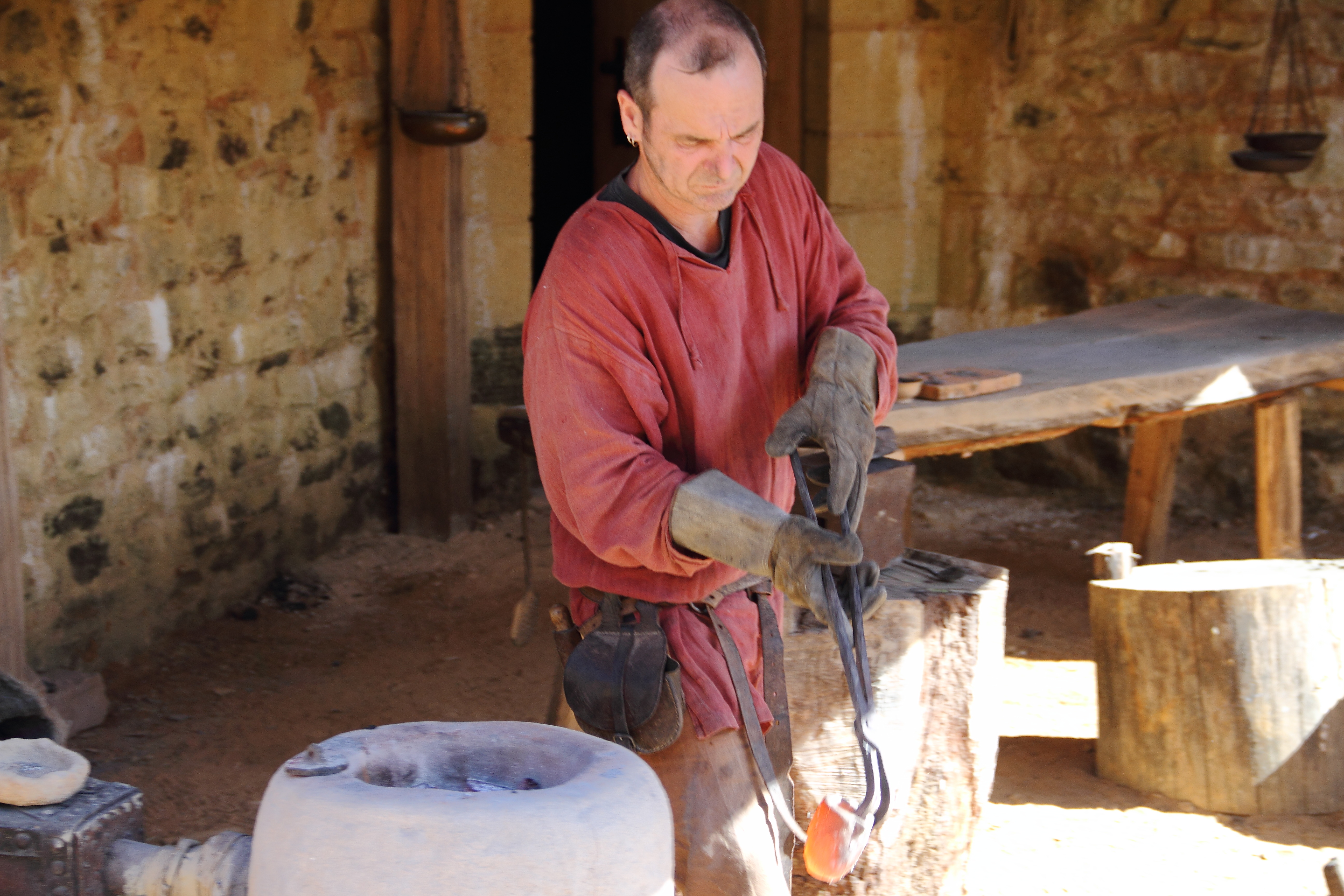
Fabrication de deniers dans l'atelier monétaire.
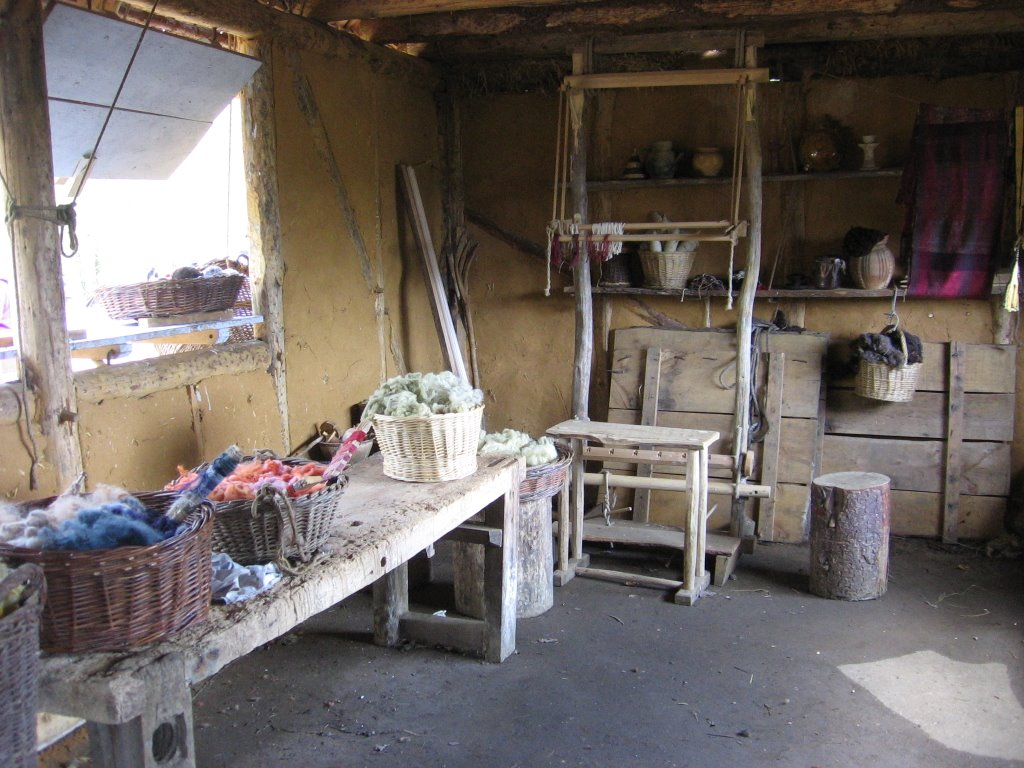
Atelier de teinture minérale et végétale[27].
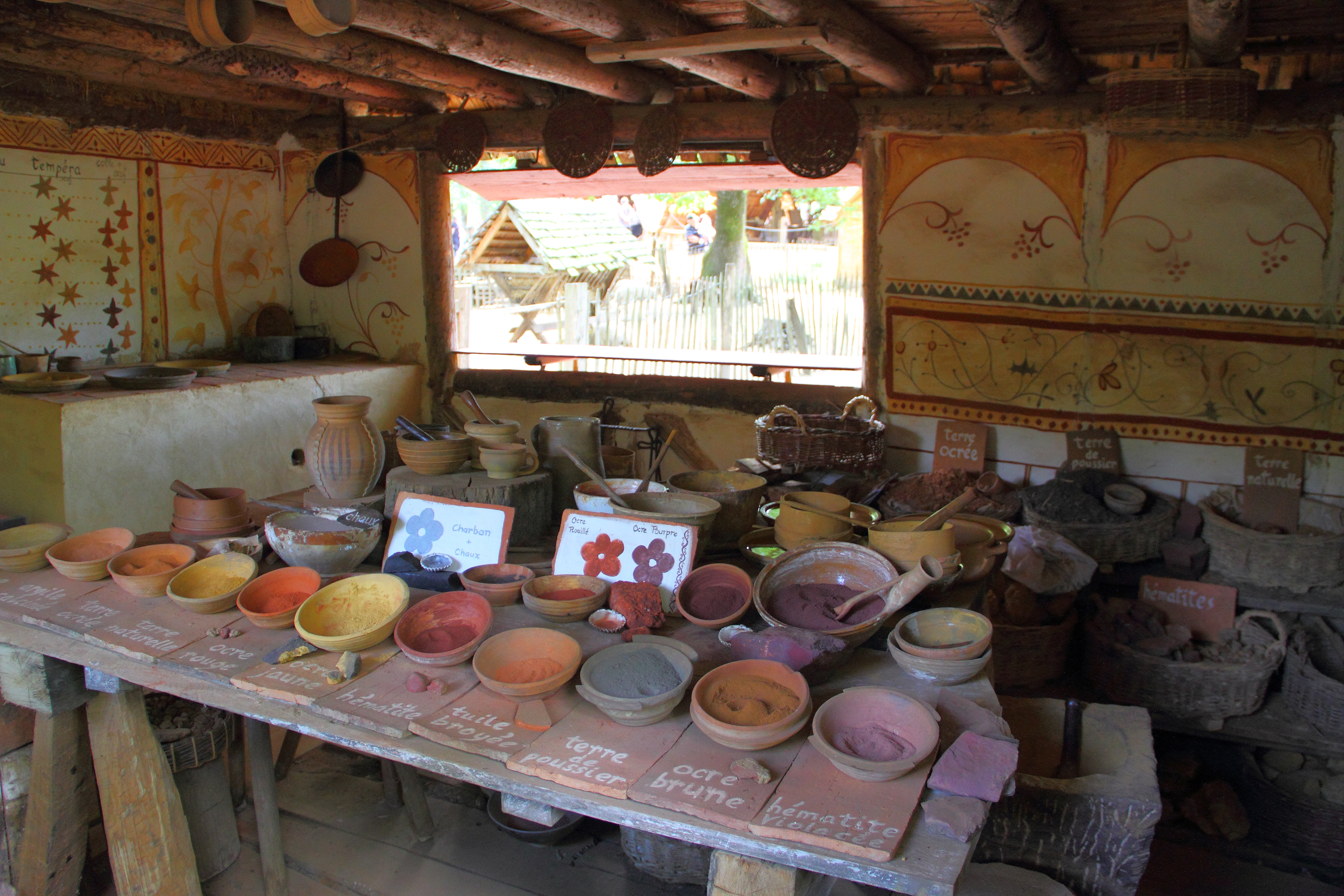
Atelier de teinture (pigments végétaux) et de peinture (pigments minéraux).

## Accompagnement et outillage scientifique
L'équipe de projet comprend :
- Michel Guyot, initiateur du projet ;
- Maryline Martin, directrice du chantier ;
- Jacques Moulin, architecte en chef des monuments historiques ;
- Florian Renucci, maître d'œuvre (chef de chantier qui a commencé comme tailleur de pierre sur des monuments historiques tels que le Panthéon ou le pont Neuf)[28].

Un conseil scientifique permanent, composé d’historiens et d’archéologues du bâti historique, accompagne de façon active les programmes annuels. Il se compose de médiévistes spécialement concernés par le fonctionnement des chantiers. Sur l’expérimentation globale de mise en place du chantier (planification, échafaudage, mortier, taille de la pierre, charpenterie) se greffent des expériences annexes comme celles du travail de forge, de la terre cuite, de la teinture. On y étudie aussi l’organisation de la basse-cour, du potager et le chantier reste ouvert à d’autres expériences, comme la réalisation, dès 2014, d'un moulin à farine hydraulique en partenariat avec l'Inrap, dans la forêt de Guédelon. L'organisation de colloques, où seront invités d’autres chercheurs, sur les interrogations concernant la mise en œuvre physique et le déroulement matériel des chantiers médiévaux. Ces rencontres doivent aboutir à des publications thématiques.
En 2018, le comité scientifique inclut, outre Jacques Moulin : 
- Anne Baud, docteur en archéologie médiévale, maître de conférences à l'université Lyon II ;
- Nicolas Reveyron, historien de l'art, professeur à l'université Lyon II ;
- Christian Corvisier, historien de l'architecture ;
- Frédéric Épaud, archéologue, chargé de recherche au CNRS, spécialiste du bois et notamment des charpentes médiévales ;
- Philippe Durand, maître de Conférences en histoire de l'art du Moyen Âge à l'université de Bordeaux 3 ;
- Nicolas Faucherre, archéologue et historien de la fortification, professeur d'histoire de l'art à l'université de Nantes[31].

## Les fresques
En utilisant comme sources des enluminures des XIIe et XIIIe siècles, des fresques ont été peintes sur le site de Guédelon et cela principalement dans la chambre du logis. La peintre du chantier s’est, ainsi, grandement inspirée de fresques se trouvant à l’église de Moutiers, à 4 km du château.
La fresque de l’intérieur du logis a un sous-bassement en ocre jaune, couleur qui a été créée sur le site, à partir de pigments minéraux.
Retrouver ce type de couleur dans un château du Moyen Âge n’est pas surprenant. En effet, cette couleur était prédominante à cette époque, comme le rouge et toutes les autres couleurs vives. C’est, par ailleurs, pour cela que Maryline Martin a fait le choix (qui, comme elle l’a dit durant une interview, est toujours en questionnement malgré la réalisation de ces peintures murales) de ne faire peindre ces fresques qu’à des lieux précis du château et non sur l’ensemble du site, comme cela aurait été le cas au XIIIe siècle, malgré les idées reçues qu’il est possible d’avoir de nos jours. C’était en réalité une période très colorée. De ce fait, puisque ces couleurs sont puissantes à l'œil, elle a trouvé que cela serait de trop pour les yeux contemporains du public si l'entièreté du château avait été peint.
Enfin, le choix de peindre des scènes non religieuses a été fait, pour représenter, en quelque sorte, le futur dans le passé.

## Retombées

Logo du chantier du château de Guédelon depuis 2014.

Le chantier de Guédelon, réalisé sur une ancienne carrière boisée, présente plusieurs aspects.
Tout d'abord le projet a un impact scientifique, le projet permet de mettre en pratique certaines connaissances historiques théoriques sur l'art de construire des châteaux forts.
Le projet a également des retombées touristiques importantes. Sur un modèle d'auto-financement (qui sera utilisé plus tard pour le chantier de la flèche de la Basilique Saint-Denis), le chantier est passé d'une affluence de 80 000 personnes la première année, à environ 265 000 en 2013, malgré une baisse entre 2009 et 2013. Il reçoit plus de 300 000 visiteurs en 2015,, et en fait le deuxième site touristique de Bourgogne, après les Hospices de Beaune.
En 2022, le site accueille 265 000 personnes.
Au total le château dégage un chiffre d'affaires qui va de 3 à 4,5 millions d'euros,. Le chantier s'adresse en partie à un public scolaire, qui représente le tiers de ses visiteurs. Il accueille 71 % de visiteurs français et a une certaine attractivité internationale notamment au Royaume-Uni avec le tournage en novembre 2014 d'une série documentaire Secrets of the Castle diffusée sur BBC Two.
Enfin, le chantier a créé plus de cent emplois et 650 personnes viennent bénévolement renforcer les équipes (chiffres de 2018). Guédelon veut valoriser les métiers artisanaux et a l'ambition de devenir une référence dans l'apprentissage du bâti ancien. Les « œuvriers » sont recrutés dans le cadre de la convention collective 3 246 animation ce qui montre leur double compétence en animation et en construction. Le chantier emploie du personnel permanent, des stagiaires, mais aussi un personnel saisonnier.

## Approche sociologique
On peut faire également une lecture sociologique du chantier : la visée expérimentale et scientifique du projet n'étant pas la seule. Les objectifs pédagogiques, sociaux et humains, mais également touristiques, économiques, écologiques, font de Guédelon un feuilleté d'identités multiples, en tension. Guédelon est un château fort « neuf », confrontant les limites de l'ancien et du contemporain, le XIIIe et le XXIe siècle, le droit du travail et la démarche expérimentale, etc.. Enfin, il questionne des valeurs d'authenticité, de travail, de beauté. Il se constitue donc, dans un lieu relativement clos, comme un objet de recherche particulièrement riche pour la démarche sociologique.